# Janáčkovo nábřeží
Janáčkovo nábřeží je nábřeží nacházející se na Smíchově a částečně na Malé Straně na území Prahy 5. Vede podél levého břehu Vltavy od Palackého mostu kolem Jiráskova mostu k mostu Legií. Nazváno je podle českého hudebního skladatele Leoše Janáčka. Podél nábřeží je zdymadlo Smíchov a Dětský ostrov.

## Historie a názvy
Severní část se od 80. let 19. století nazývala "Ferdinandovo nábřeží" podle císaře Ferdinanda V. Habsburského, zvaného „Dobrotivý“, který v roce 1838 povýšil Smíchov na předměstí. Druhá jižní část se dříve jmenovala "Nábřežní ulice". Od roku 1920 do roku 1940 neslo název "nábřeží Legií", v letech 1940–1945 "Pekařovo nábřeží", po válce se vrátilo k názvu "nábřeží Legií" a roku 1961 získalo současný název "Janáčkovo nábřeží".
Vlastní výstavba smíchovského nábřeží, která vtiskla oblasti nejen v okolí Vltavy současnou podobu, byla plánována již od šedesátých let 19. stol. Obě části dostaly ochrannou nábřežní zeď, severní část v roce 1876–1877, jižní část se stavěla od roku 1903. Kromě povodňové ochrany byla dalším důvodem vzniku nové zástavby také spekulace s pozemky po zániku pražského opevnění v 70. letech 19. století. 

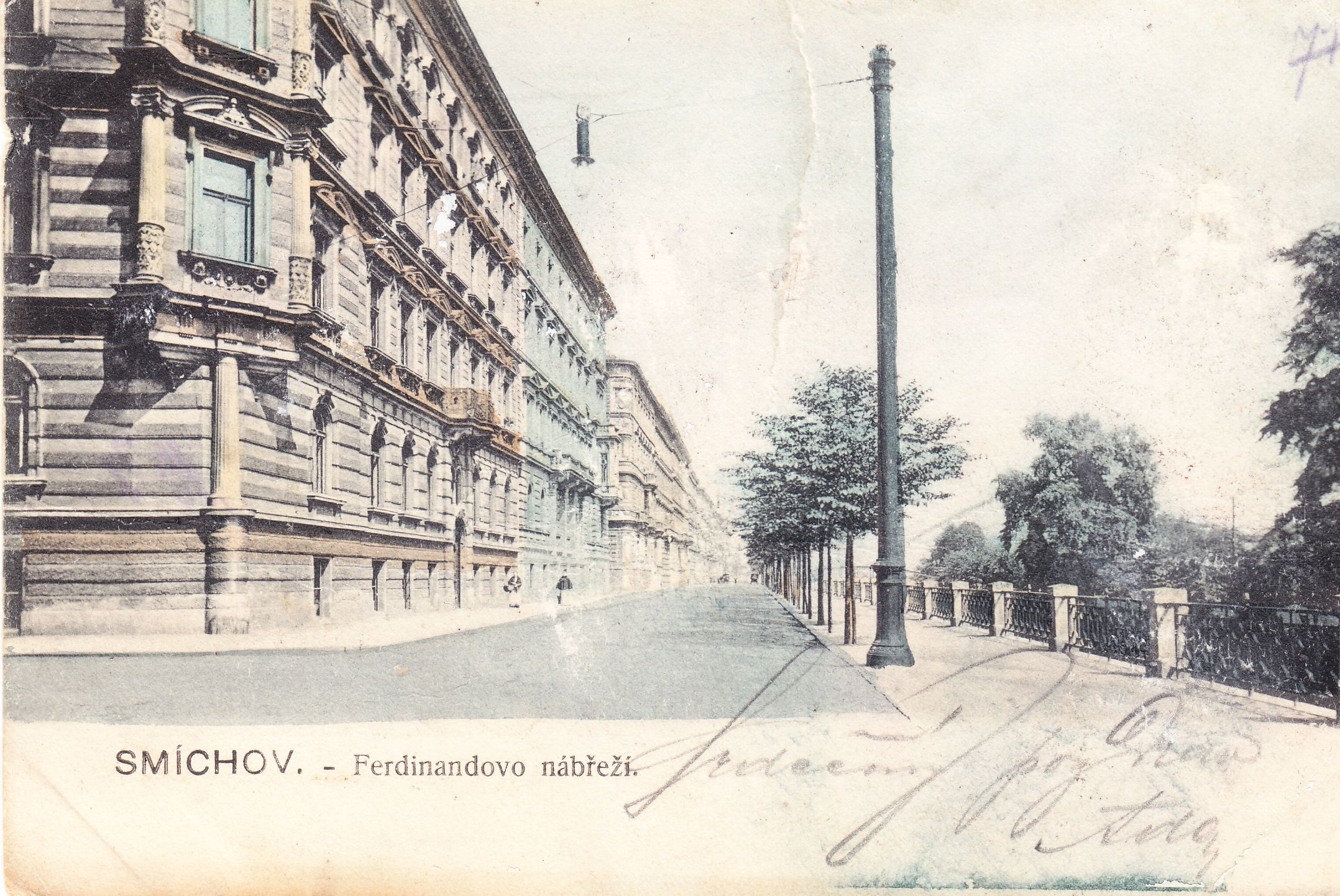
Část Janáčkova nábřeží v roce 1900, kdy se nazývalo Ferdinandovo nábřeží od čp. 479 směrem k mostu Legií

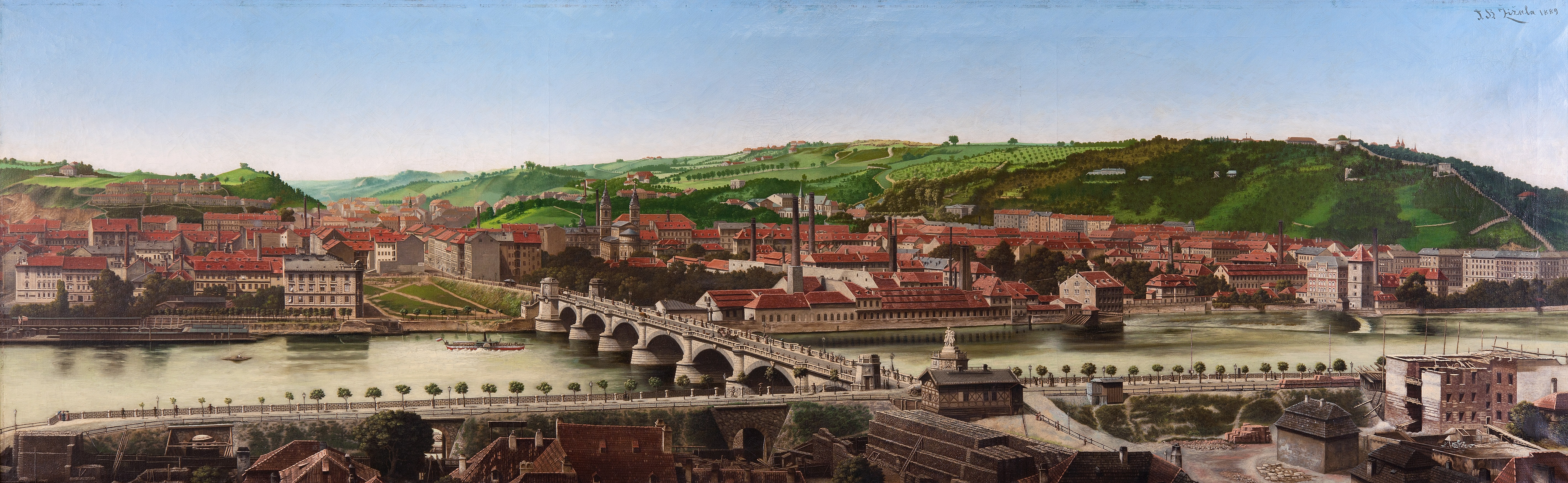
Olejomalba malíře a fotografa Tomáše B. Žížaly z roku 1889 - "Smíchov v industriální éře". Tehdejší, ještě nedokončené Ferdinandovo nábřeží vystupuje v popředí.

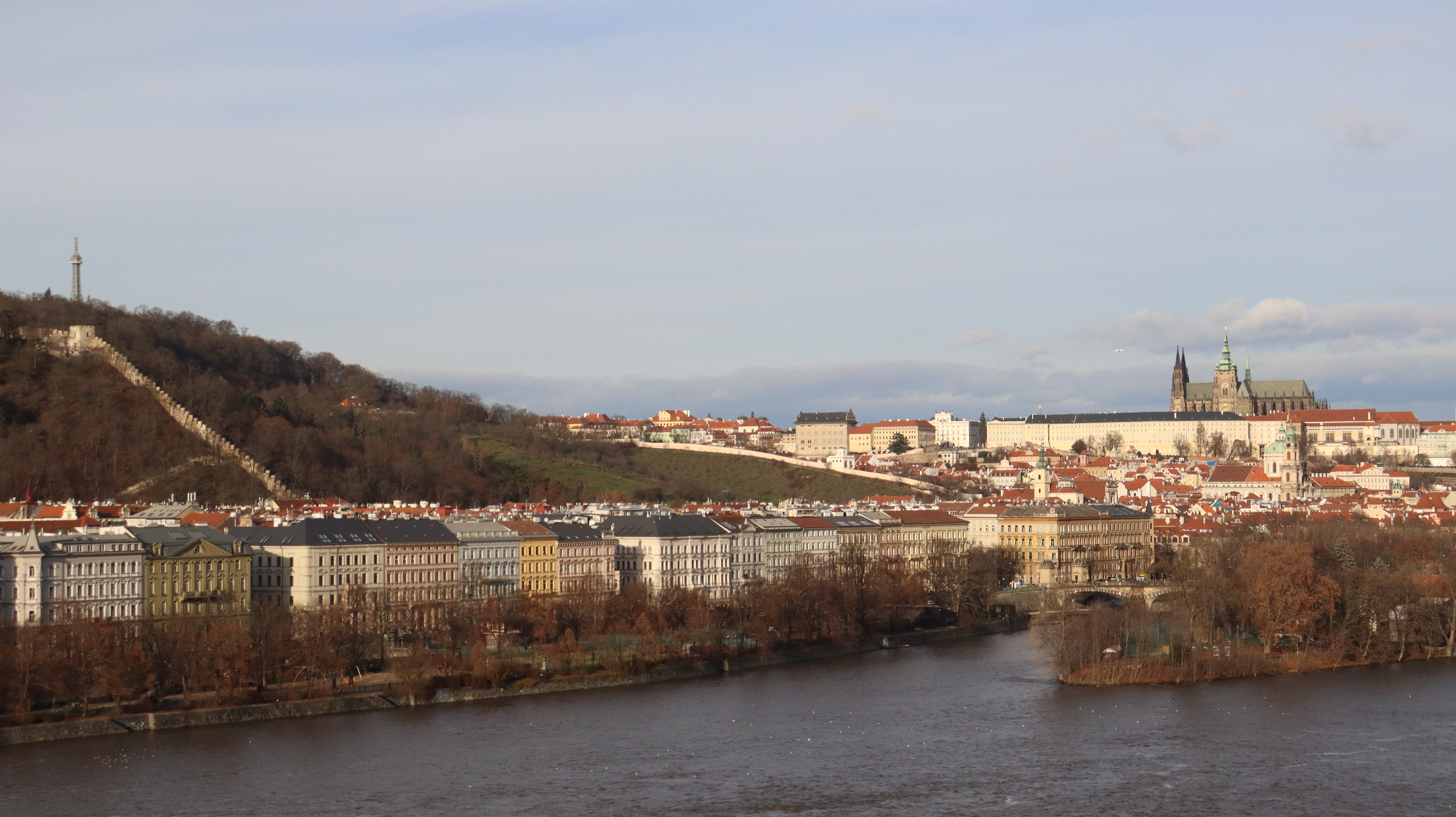
Severní část Janáčkova nábřeží pohledem z Tančícího domu

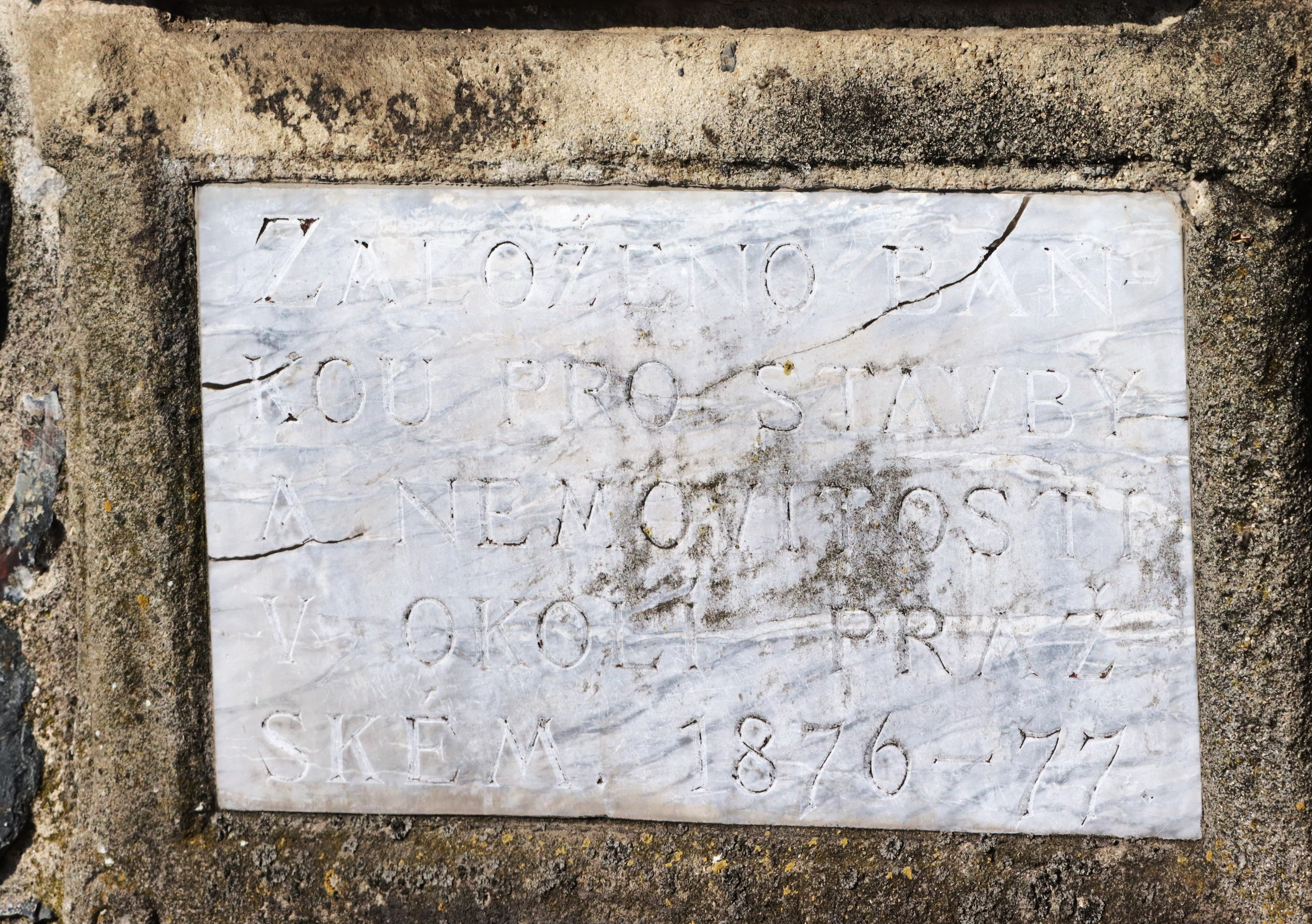
Deska na nábřežní zdi informující o období její výstavby u mostu Legií

Impuls vydala „Banka pro stavby a nemovitosti v okolí pražském“, která zde zakoupila část soukromých i městských pozemků pod hradbami. Ty pak rozparcelovala a vymohla si od tehdejšího Ministerstva vojenství, které si nadále udrželo zmiňovanou výsadu povolovat, souhlas ke stavbě nábřežní zdi. Ještě než byla celá dostavěna, započala výstavba nových domů. Jako první byly v roce 1876–1877 postaveny nárožní domy čp. 39/51 (tehdy 447/8) a 126/1 (452/2). Na ně pak v rámci další etapy navázala výstavba tří novorenesančních domů relativně krátkého úseku mezi Malátovou ulicí (tehdejší Ostrovní) k ulici Pavla Švandy (dříve Jakubské), a to v letech 1890-1894.  Autorem dvou nárožních čp. 729/31 a 91/35, snad nejvíce obdivovaných domů je Jan Zeyer (1847–1903). 
S dalším časovým odstupem a po výstavbě jižní nábřežní zdi pokračovala v letech 1903 do roku 1910 výstavba "posledních" 15 domů mezi ulicemi Pavla Švandy ze Semčic až k Palackému mostu. Zároveň došlo k rozdělení na dolní neobydlenou část, která nese původní název „Nábřežní ulice“, a vyvýšenou horní obytnou část, jakožto pokračování ulice „Janáčkovo nábřeží“. Celkem tak bylo na celém tehdejším Ferdinandově nábřeží na přelomu 19. a 20. století postaveno 32 architektonicky zajímavých bytových domů, rozdělených příčnými ulicemi do 9 bloků. 
Krátce před dokončením první etapy popisuje ve své monografii Josef Böhm lokalitu takto: „Nábřeží císaře Ferdinanda, pojmenované tak na věčnou památku císaře a krále Ferdinanda Dobrotivého, velkého dobrodince Smíchova, vede hned od řetězového mostu pražského při samé Vltavě tímtéž směrem co pevnější dvě ulic až ku příční ulici Jakubské. Jeho, již až k ostrovní ulici dostavěná řada vesměs třípatrových velkolepých domů s nádhernými průčelími slouží Smíchovu k nemalé okrase a chloubě. Podél domů jsou vyvýšené chodníky buď z mosaiku, buď z cementu a asfaltu, kdežto podél nábřežní zdi vede pískový chodník oddělený akátovým stromořadím od střední, r. 1881 makadamované (ve více vrstvách štětované a štěrkované) části pro jízdu. Jsouc proti povodni v téže výšce jako řetězový most založeno, poskytuje nábřeží rozkošný pohled na protější ostrovy střelecký, žofínský a židovský s jich vysokým a košatým stromovím, na nádherné divadlo národní. Netřeba pochybovati, že pro tuto příjemnou polohu svou dojde i v části mezi Ostrovní a Jakubskou ulicí brzkého dostavení.“ 

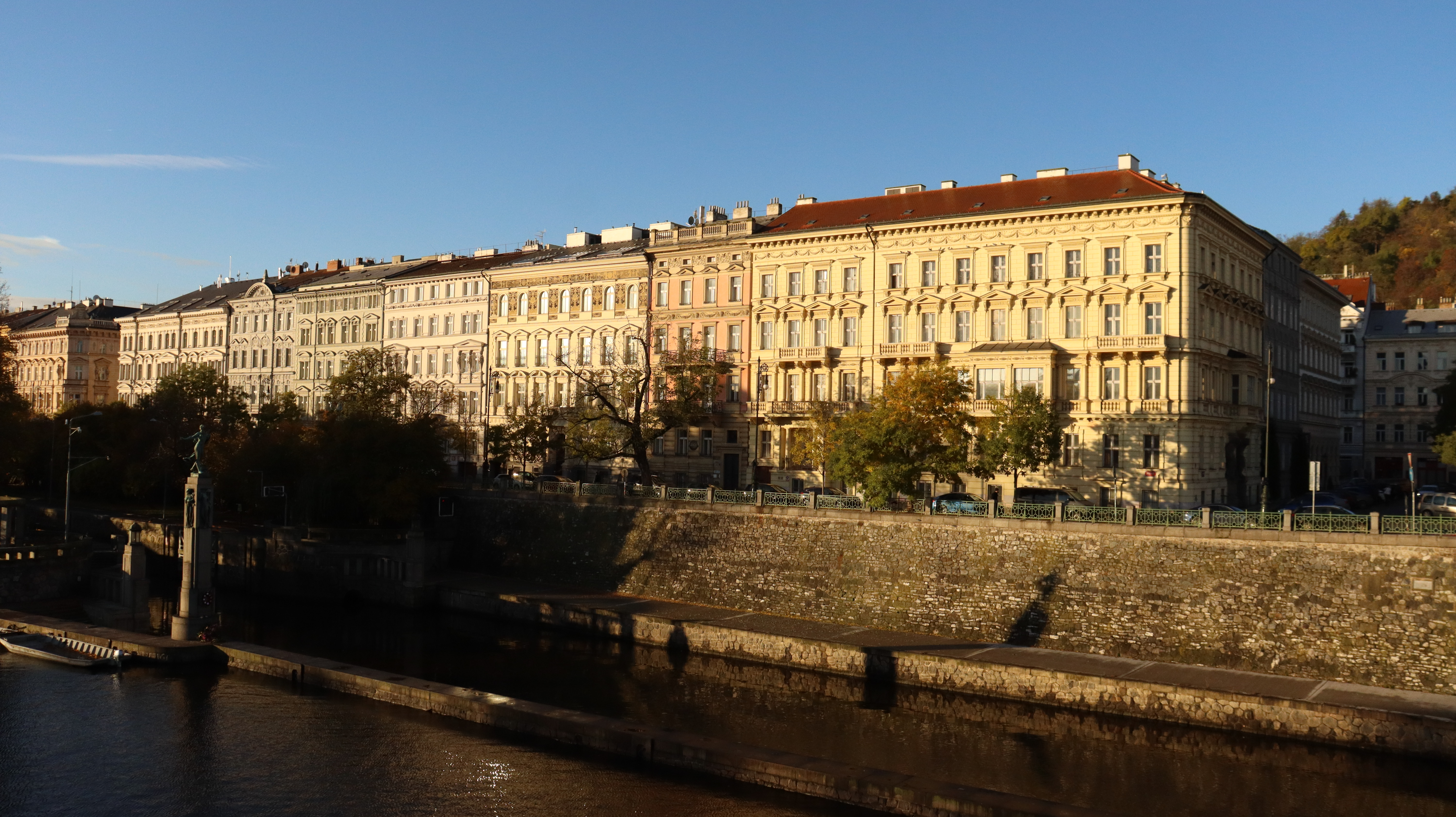
Janáčkovo nábřeží - severní Malostranská část pohledem od mostu Legií

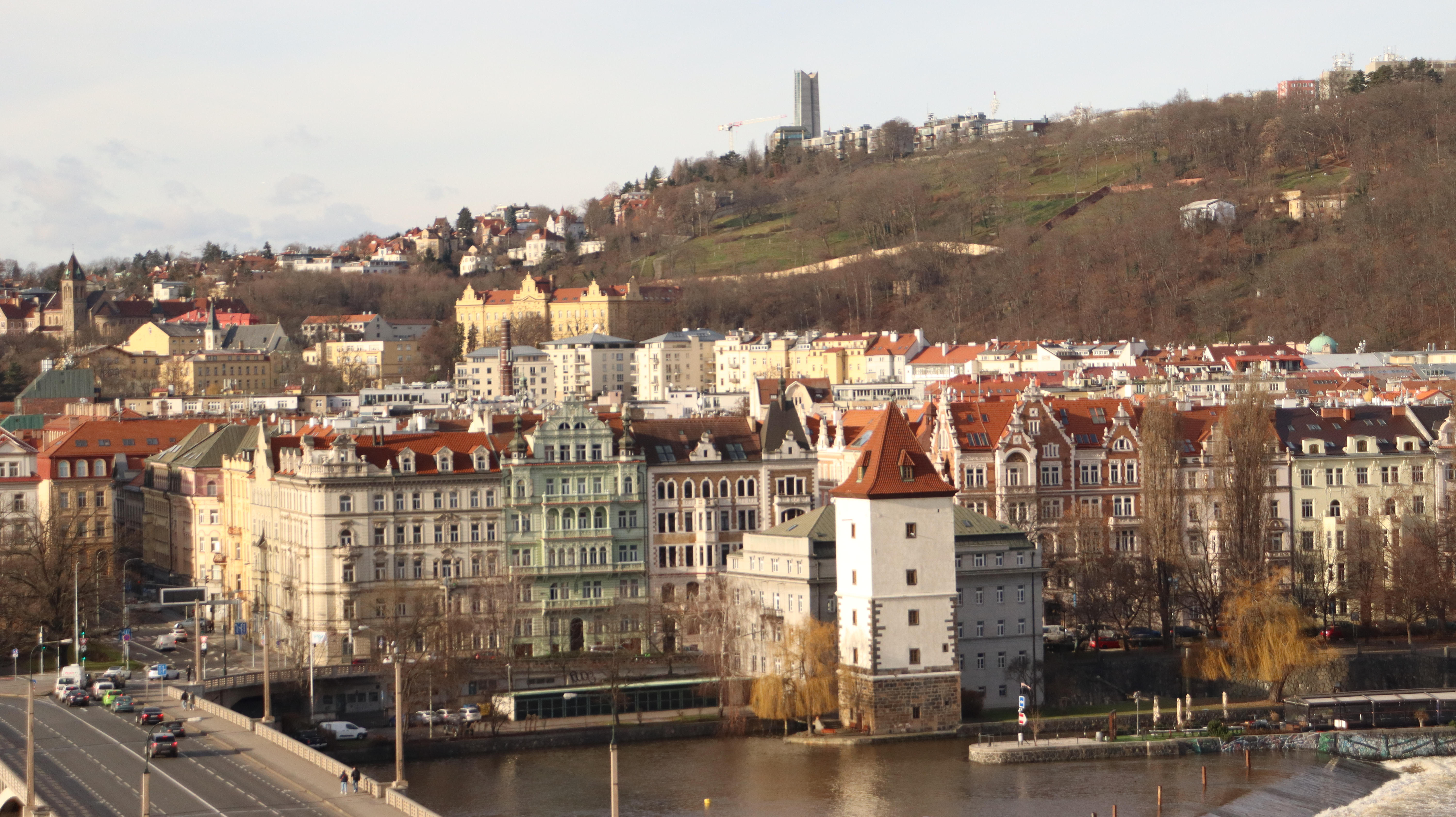
Střední část Janáčkova nábřeží s Jiráskovým mostem pohledem z Tančícího domu

V malostranské části Prahy 5 nedaleko mostu Legií jsou všechny domy postaveny v historizujícím stylu novorenesance a mají řadu společných znaků, ačkoliv každý dům stavěl jiný architekt. Další skupinu je možné najít v okolí Jiráskova mostu. Ty jsou vystavěny v pozdně secesním stylu a podílel se na nich například architekt Josef Schulz. Z tohoto důvodu se celá tato lokalita, jako jediná z celého Smíchova, v roce 1971 stala společně s historickým centrem Prahy součástí Pražské památkové rezervace.
Postupně zanikaly dřívější průmyslové podniky a zbytky zahrad, došlo k propojení obou částí do jednoho celku. Po dokončení výstavby Jiráskova mostu v roce 1931, získala celá oblast podobu, která se víceméně uchovala až do současnosti. Původní plány navrhovaly vyústění Jiráskova mostu ze severní strany Malostranské věže blíže k Újezdu, v místech protější Myslíkovy ulice a jižní strany Dětského ostrova. Na smíchovské straně jsou dodnes vidět mostní opěry, které nikdy nebyly použity. Samotné stavbě mostu na stávajícím místě smíchovské strany bránil v té době již od zbylé zahrady odříznutý barokní Dienzenhoferův pavilon v Diezenhoferových sadech. Nejdříve se rozhodlo o tom, že se posune o 110 m proti proudu řeky, ale nakonec došlo k jeho úplného zbourání, protože se nenašla žádná pojišťovna, která by v případě neúspěšnosti přesunu uhradila vzniklé škody.

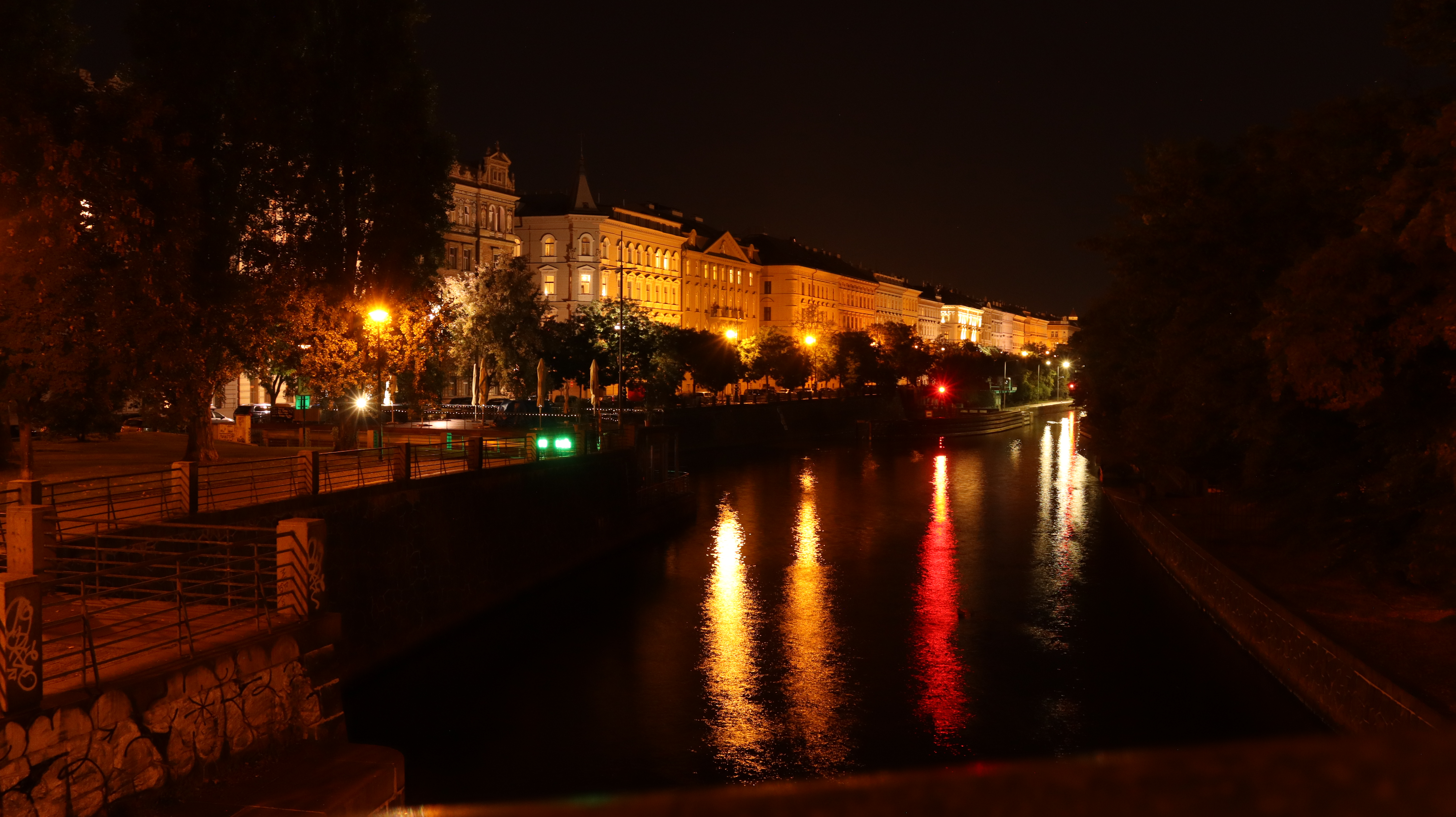
Janáčkovo nábřeží v noci

V roce 1946 schválil Ústřední národní výbor hl. m. Prahy úpravu katastrálních hranic a přiřazení části území Smíchova od ulice Petřínská až po Vítěznou nově na území Malé Strany, přestože se stále jedná o území MČ Prahy 5. Současně došlo ke změně celkem sedmi čísel popisných u domů, které se na Malé Straně nově ocitly. V tomto prostoru se původně nacházely hradby opevnění Prahy a nově vzniklý prostor se později po rozšíření Prahy v průběhu let „přeléval“ mezi Malou Stranou a Smíchovem i jednotlivými městskými částmi.

## Významní obyvatelé
Na tomto nábřeží žilo mnoho osobností, například:
- Jaroslav Goll, historik, pedagog, diplomat, básník, spisovatel a překladatel
- Nataša Gollová, filmová, televizní a divadelní herečka
- Julius Eduard Mařák, malíř – krajinář, kreslíř a grafik.
- Ivan Medek, novinář, muzikolog, hradní kancléř
- Josef Václav Myslbek, zakladatel novodobého českého sochařství
- Josef Pekař, spisovatel, historik
- Maxmilián Pirner, malíř, rektor Akademie výtvarných umění
- Karel Weis, hudební skladatel a sběratel lidových písní
- Josef Zítek, architekt, autor původního projektu Národního divadla

### Okupace 1939–1946
Záhy po okupaci v roce 1939 se začala psát nejtragičtější kapitola novodobých dějin celé lokality. Krátce poté bylo tehdejší Nábřeží Legií přejmenováno na Pekařovo nábřeží po historikovi Josefu Pekařovi (1870–1937), který sám na nábřeží před tím bydlel. Mezi obyvateli byla řada hrdinů i obětí 2. světové války.
Na Janáčkově nábřeží čp. 86/7 bydlel od roku 1912 prvorepublikový politik a diplomat Jan Jína (1890–1962), v jehož bytě se v březnu 1939 sešli politici z okruhu Prokopa Drtiny a založili jednu z prvních odbojových skupin. Jína byl o rok později zatčen gestapem, a i přes zproštění obžaloby, zůstal vězněn v Terezíně a později v koncentračním táboře Flossenbürg, a to až do konce války. Po osvobození Československa vstoupil do Národně socialistické strany a přešel z diplomatických služeb do kanceláře prezidenta republiky, kde se stal vedoucím politického odboru. Zprostředkovával mj. kontakt prezidenta Beneše s demokratickými ministry. 
Ve stejném domě bydlel Václav Vaněk (1888–1942), který pracoval v několika finančních ústavech. Později se stal náměstek ředitele České národní banky. V roce 1942 během heydrichiády byl popraven. Jedna z jeho dcer, Ludmila Vaňková (1927–2022), se později stala významnou autorkou románů s tematikou českých dějin. Rodina musela poté záhy byt opustit a přestěhovala se do Řevnic. 
V domě čp. 1072/29 žil Jaroslav Werstadt (1888–1970) český historik, novinář a publicista. Po obsazení českých zemí německými vojsky se podílel na odbojové činnosti, v letech 1939–1945 byl vězněn v koncentračním táboře Buchenwald.
O šest domů dál v domě čp. 475/47 se v bytě Františka Tocháčka tiskla pražská odnož časopisu Předvoj, stejnojmenné revoluční skupiny.  
V čísle 139/57 od roku 1912 bydlel Emil Sobička (1906–1990). V době okupace působil jako právní zástupce pražského arcibiskupství, dokázal vzdorovat tlakům gestapa a odmítal poskytnout informace, které se týkaly zaměstnanců pražského arcibiskupství. Tím ochránil některé české zaměstnance, kněze i občany židovské národnosti, před perzekucí. Za války ukrýval svého kolegu Žida Otto F. Reimana (*1870). V době pražského povstání Sobička bojoval na pražských barikádách. Na konci války dojednával evakuaci britských zajatců z kasáren na Smíchově v Praze.  
V dalším bytě na nábřeží v čp. 138/59 poskytl Jan Svoboda (1900–1943), právník a starosta smíchovského Sokola jako člen odboje pod krycím jménem Gustav Ježek na tři dny úkryt Josefu Gabčíkovi a Janu Kubišovi po atentátu na říšského protektora Heydricha. 19. června 1942 byl zatčen, vyslýchán, a snažil se svést gestapo na falešnou stopu. Nakonec ho nacisté poslali do Terezína a odtud v lednu 1943 do Mauthausenu, kde byl 26. ledna 1943 popraven. 
V čísle čp. 126/1 bydlel Vladimír Havlíček (1909–1941). Krátce před vypuknutím 2. světové války uprchl do Británie, kde sloužil u R.A.F. Zemřel hrdinskou smrtí v sestřeleném bombardéru nad doky Pembroke v jižním Walesu během návratu z operačního letu. 
Ve stejném domě žila Božena Kurcová (1903–1942), zatčena 24. 6. 1942 a popravena dne 2. 7. 1942 na kobyliské střelnici během stanného práva, za podporu rodin odsouzených důstojníků. V seznamu popravených je uvedeno jméno Kurzová. Povoláním úřednice.
Další osobnosti se na nábřeží se usadily až těsně po válce:
Mezi ně patřil Karel Janšta (1912–1986), který žil také v domě čp. 126/1. Těsně po okupaci emigroval do Francie. Tam sloužil, podobně jako jeho kolegové, nejprve u Cizinecké legie a pak i u československé armády. Poté uprchl do Velké Británie, kde se stal příslušníkem 311. československé bombardovací perutě jako zadní střelec. Po absolvování „túry“ byl zařazen jako instruktor palubních střelců a pak tajemníkem Státní rady.  
Obyvatelem stejného domu byl Emmanuel Voska (1875–1960), který s rodinou za 2. světové války působil jako zpravodajec ve službách Spojených států v Turecku, kde odhaloval německé špiony.  
V čísle čp. 479/37 po válce tři roky bydlel František Dastich (1895–1964), který se zapojil do protinacistických aktivit a ke konci války vyjednal v Humpolci kapitulaci okupační armády, čímž zabránil dalšímu zbytečnému krveprolití. Již koncem května byl zařazen k I. odboru MNO do Prahy. V roce 1947 byl povýšen do hodnosti brigádního generála. 
Na stejné adrese se usadil také Jan Picek (1921–2007). V roce 1940 se celé jeho rodině podařilo získat turecká víza a na poslední chvíli emigrovat kvůli oprávněným obavám z budoucího pronásledování pro svůj židovský původ. Přihlásil do Československého pěšího praporu 11, zapojil se do bojů o Tobruk a obléhání přístavu Dunkerque. Na začátku roku 1944 odjel do Anglie, v červnu se vylodil v Normandii, odkud postoupil až ke Klatovům, kde ho zastihl konec války. 
Ve stejné době byl poválečným sousedem Picka i Dasticha MUDr. Pavel Skalla (1908–1999). Když bylo všem židovským lékařům zakázáno vykonávat praxi, pracoval jako dělník na stavbách silnic nebo jako dřevorubec či kopáč nedaleko Soběslavi. Roku 1944 byl deportován do ghetta v Terezíně, ale naštěstí přežil. 
V čp. 1211/11 žil radista Karel Veselý (1921–2011), který působil během obléhání Dunkerque na velitelství brigády jako velitel obrněného velitelského vozu. 
V domě čp. 885/3 bydlel JUDr. Vilém Rotnágl (1902–1990), magistrátní rada, vězeň nacismu. 
Na adrese čp. 86/7 bydlela od roku 1967 až do své smrti Růžena Vacková (1901–1982), teoretička a historička umění, divadelní kritička a pedagožka, věnovala se také archeologii. Počátkem roku 1945 byla zatčena „pro přípravu velezrady“, odsouzena k trestu smrti a do roku 1945 vězněna nacisty. Popravě unikla díky květnovému povstání. Za války se spřátelila s katolickým knězem a teologem Josefem Zvěřinou a poté konvertovala ke katolické církvi.
Na začátku roku 1945 začaly spojenecké nálety nad Prahou. Svědectví odvysílala Česká televize v pořadu "Kdo tady blbne" (čas 7–9 minuta) 26. března 2019 v portrétu věnovanému životnímu výročí psychiatra a publicity Radkina Honzáka (*1939),  který přímo na Janáčkově nábřeží, tehdy Pekařově nábřeží, bydlel v rohovém domě čp. 91/35. Vzpomíná na svého otce, který 14. února 1945 při spojeneckém náletu na Prahu pozoroval v odrazu okna protějšího domu bortící se dům na protějším Rašínově nábřeží na místě, kde nyní stojí Tančící dům. Stejnou vzpomínku rozvádí Radkin Honzák ještě ve vyprávění pro Paměť národa.: „Tak jsme tak toho 14. února, to byl krásný zimní den, takový slunečný, jasný, seděli u oběda, měli jsme palačinky. Náhle se rozezněla siréna. V tom odrazu v okně táta najednou uviděl, jak padá ten barák tam, kde dneska stojí Tančící dům, takže popadl sestřičku a pelášil s ní do sklepa. My jsme s mámou ty palačinky dojedli.“  Oba jeho rodiče za války působili v domácím odboji. Jejich úkolem bylo pašovat penicilin, který se v Praze vyráběl, do terezínského ghetta. „Máma potom dostala metál za odboj. Táta to nechtěl, protože říkal, že dělal jenom to, co dělají slušní lidi.“
Přímo na Pekařově nábřeží bylo do kategorie „lehce poškozených“ zařazeno celkem 26 domů (z celkového počtu 33), na které bylo uplatňováno pojistné plnění. Většinou se jednalo o rozbitá okna pod tlakem vybuchujících bomb a opadanou omítku.

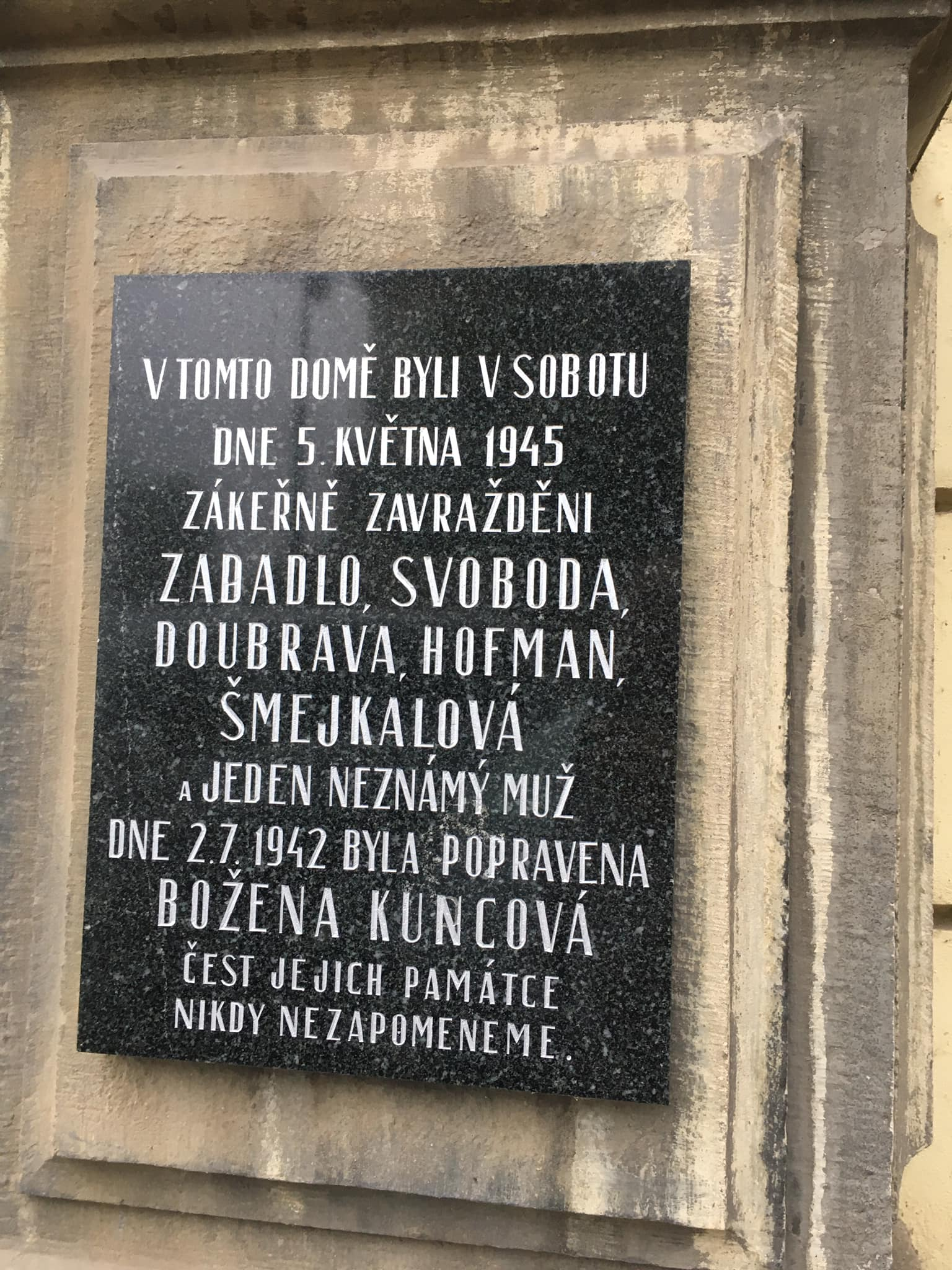
Pamětní cedule na domě čp. 129/1 se jmény padlých dne 5. května 1945

Událostmi popsaných měsíců z velké většiny trpěli místní obyvatelé, o čemž svědčí řada pamětních desek umístěných na řadě míst Prahy. Jedna z nich se nachází na rohovém domu Janáčkova nábřeží a Vítězné ulice u mostu Legií. Jedná se o tmavou desku se jmény obyvatel, kteří byli zavražděni během Pražského povstání při hledání úkrytu za dveřmi domu před střelbou z německého vozidla, a popravě jedné tamější obyvatelky. „V tomto domě byli v sobotu 5. května 1945 zákeřně zavražděni Zapadlo, Svoboda, Doubrava, Hofman, Šmejkalová a jeden neznámý muž. Dne 2. 7. 1942 byla popravena Božena Kurzová. Čest jejich památce. Nikdy nezapomeneme.“  
- František Doubrava (1889–5. 5. 1945), jeden ze zavražděných civilistů. Povoláním obchodník, bytem Kinského 38/22, Praha XVI.
- Jiří Hofmann (1924–5. 5. 1945), jeden ze zavražděných civilistů. Povoláním elektromechanik, bytem Smíchov čp. 468.
- Jiřina Šmejkalová (1910–5.1945), jedna ze zavražděných civilistů. Úřednice, bytem Tylova 8, Praha XVI – čp. 501.
- Bedřich Svoboda (1887–5. 5. 1945), jeden ze zavražděných civilistů. Povoláním strojní zámečník, bytem Smíchov čp. 454.
- František Zapadlo (1879–5. 5. 1945), jeden ze zavražděných civilistů. Povoláním nástrojař, bytem Smíchov čp. 454.

V poslední den bojů 8. května je zaznamenáno toto svědectví: „O 20.30 hod. telefonoval vrchní policejní rada Dr. Skvrna, že vojíni přivedli na nábřeží smíchovské ze smíchovských kasáren nejdříve jedno děvče a asi za 10 minut starou ženu, údajně její matku, dívku nejdříve zastřelili a hodili do Vltavy a potom teprve několika ranami do vody hodili starou ženu a teprve ve vodě několika ranami zastřelili. Dle výpovědi vojínů měly tyto ženy stříleti po autu červeného kříže. Ženy byly přivedeny Vlasovci do kasáren a tam jakýmsi stanným soudem odsouzeny k smrti a našimi vojíny odstřeleny. Totožnost nepodařilo se zjistit.“  Další místní občané s německým občanstvím byli postupně shromažďováni v blízké škole ve Zborovské ulici, současném Dopplerově gymnáziu. Mezi nimi se vykytovala i řada obyvatel ze sousedního nábřeží.

#### Židovští obyvatelé
V březnu 1939 začala okupační správa začala vydávat nařízení sloužící k znepříjemnění podmínek židovské menšině a také k větší kontrole jejího pohybu. V květnu 1940 bylo Židům zakázáno vstupovat a setrvávat ve veřejných parcích, sadech, zahradách a na hřištích. V oblasti nábřeží se zákaz týkal Dienzenhoferových sadů a také tehdejšího Židovského, dnes Dětského ostrova.  
O rok později 29. července 1941 byl vydán zákaz vstupu a prodlévání Židů na obou březích Vltavy v úseku mezi železničním mostem na Smíchově a Hlávkovým mostem pod pokutou až 5 000 Kč nebo až čtrnáctidenního vězení. Mnozí židovští obyvatelé v té době stále na tehdejším Pekařově nábřeží bydleli. V několika dalších etapách následovalo odevzdání a vyvlastňování movitého i nemovitého majetku a nakonec i nucené opuštění domů a bytů. O několik měsíců později v říjnu a listopadu 1941 většina z nich byla nucena nastoupit do transportů mířících do lodžského ghetta. Správu domů převzal Vystěhovalecký fond pro Čechy a Moravu. Ostatní Židé zde směli nadále bydlet, ovšem pouze do nástupu do dalších transportů, většinou s mezizastávkou v Terezíně. 
Některým se podařilo včas emigrovat. Veškerý majetek deportovaných i uprchlých Židů propadl ve prospěch Říše. V roce 1939 se podařilo uprchnout sourozencům Heleně (1934–2000) a Petrovi Stránským (1937–2000), kteří bydleli od narození v čp. 477/41,  a to díky siru Nicholasi Wintonovi a mnoha jeho dalších spolupracovníků. Jejich životní příběh je popsán zde: https://www.facebook.com/janackovonabrezi/posts/516505151468235
Obyvatelé Janáčkova nábřeží (v době okupace Pekařova nábřeží s uvedením původního č.e. a současného č.p.), kteří se stali oběťmi holocaustu:
Pekařovo nábř. 5 (139/57)
- Zuzana Althoffová (*14. 4. 1927)[23]
- Jiří Calman (*10. 5. 1895)[24]
- Irma Calmanová (*15. 10. 1903)[25]

Pekařovo nábř. 7 (157/53)
- Ella Párová (*15. 5. 1891)[26]

Pekařovo nábř. 8 (39/51)
- Adalbert Andres (*23. 8. 1862)[27]

Pekařovo nábř. 11 (474/45)
- Ilsa Appelová (*24. 2. 1921)[28]
- Ota Hojtaš (*3. 8. 1898)[29]
- Petr Hojtaš (*1. 5. 1939)[30]
- Františka Hojtašová (*25. 8. 1871)[31]
- Gertruda Hojtašová (*17. 11. 1911)[32]
- Klementina Riemerová (*11. 10. 1865)[33]

Pekařovo nábř. 13 (477/41)
- Otto Stránský (*24. října 1897)[34]
- Luisa Stránská (*27. října 1909)[35]

Pekařovo nábř. 14 (478/39)
- Věra Hana Saidlová (*15. 9. 1910)[36]

Pekařovo nábř. 15 (479/37)
- Eduard Bondy (*20. 12. 1926)[37]
- Františka Bondyová (*4. 6. 1897)[38]
- Valeria Picková (*6. 8. 1876)[39]

Podrobný příběh celé rodiny
- Alfred Pick (*25. 7. 1886)[41]
- Františka Picková (*24. 12. 1889)[42]
- Gerta Picková (*24. 4. 1921)[43]

Pekařovo nábř. 21 (1076/25)
- Kurt Sametz (*26. 8. 1921)[44]
- Vilém Sametz (*4. 11. 1885)[45]
- Markéta Sametzová (*12. 8. 1895)[46]

Pekařovo nábř. 26 (1115/15)
- Jiří Popper (*18. 11. 1921)[47]
- Vilém Popper (*22. 11. 1883)[48]

Pekařovo nábř. 28 (1211/11)
- Berta Katzová (*29. 3. 1876)[49]
- Marie Reiserová (*7. 9. 1873)[50]
- MUDr. Rudolf Reiser (*22. 12. 1861)[51]

Další zahynulí židovští obyvatelé na Janáčkově nábřeží dříve bydleli, v době okupace žili již na jiné adrese:
Pekařovo nábř. 2 (126/1)
- Egon Freund (*14. 11. 1895)[52]

Pekařovo nábř. 4 (138/59)
- Leo Borský (*2. 9. 1883)[53]

Pekařovo nábř. 11 (474/45)
- Gertrude Guth (*16. 5. 1892)[54]
- Alfred Guth (*4. 5. 1892)[55]
- Gustav Langendorf (*7. 11. 1872)[56]

Pekařovo nábř. 15 (479/37)
- Pavel Bondy (*9. 5. 1894)[57]
- Felix Pick (*30. 1. 1915)[58]
- Emilie Blochová (*22. 6. 1862)[59]
- Ida Ebertová (*16. 3. 1884)[60]
- Elly Grabová (*6. 8. 1882)[61]
- Ludvík Janowitz (*2. 4. 1883)[62]

Pekařovo nábř. 30 (86/7)
- Otto Osten (*22. 8. 1895)[63]

Na Janáčkově nábřeží je v současnosti položeno v rámci projektu "kamenů zmizelých" Stolpersteine již devět kamenů:
- Berta Katzová[64]
- Ella Párová[65]
- Hana Sajdlová[66]
- Eduard Bondy [37]
- Františka Bondyová [38]
- Valeria Picková[39]

- Alfred Pick [41]
- Františka Picková [42]
- Gerta Picková[43]

### Oběti komunismu
V domě čp. 86/7 žila od roku 1967 až do své smrti uváděná Růžena Vacková (1901–1982). V únoru 1948 šla jako jediná z pedagogů Karlovy univerzity ve studentském pochodu na Hrad na podporu prezidenta Edvarda Beneše a vysloužila si tím nenávist komunistů. V roce 1951 byla zatčena a v červnu 1952 odsouzena v procesu „Mádr a spol.“ za vyzvědačství a velezradu na 22 let do vězení. Po propuštění z vězení v roce 1967 dosáhla rehabilitace. Později se stala signatářkou Charty 77. V normalizační době organizovala na uvedené adrese bytové semináře hlavně pro mladé lidi a přednášela o duchovním životě a dějinách umění. 
Na služby demokratickému režimu Jana Jíny (1890–1962) z čp. 86/7, kde žil v letech 1912–1950, komunisté nezapomněli. Ještě během únorových událostí v roce 1948 se s ním údajně počítalo jako s úřednickým premiérem. Po uchopení moci komunisty byl penzionován a v letech 1950 až 1952 uvězněn. Jeho dům v roce 1951 vyvlastnil komunistický režim. Nakonec byl propuštěn kvůli zdravotním komplikacím v roce 1952. 
V sousedním domě čp. 1075/27 bydlel v letech 1940–1987 Emanuel Poche (1903–1987), historik umění, ředitel Umělecko-průmyslového Muzea a předseda Klub Za starou Prahu. V roce 1959 byl z politických důvodů z funkce ředitele sesazen, protože odmítl vstoupit do komunistické strany. Následovalo křivé obvinění z přečinů, které vedly k jeho odsouzení a jednomu roku vězení. Jeho první manželkou byla vnučka T. G. Masaryka - Herberta Masaryková, s níž měl dceru Charlottu Kotik (*1940), která emigrovala v roce 1970 do USA, kde se stala kurátorkou současného umění v Brooklynském muzeu v New Yorku.
K trestu smrti byl odsouzen Oldřich Pecl (1903–1950), v letech 1936–1944 také obyvatel domu 1072/29. Důvodem perzekuce byla jeho podnikatelská minulost, protože dříve vlastnil antracitový důl Etna ve Lhoticích u Českých Budějovic, dále opoziční aktivity, styky se Závišem Kalandrou, a také jugoslávský původ jeho manželky, kvůli roztržce mezi Stalinem a Titem. Popraven byl 27. června 1950 ve věznici Pankrác společně s Miladou Horákovou (1901–1950), Závišem Kalandrou (1902–1950) a Janem Buchalem (1913–1950). 
Další obětí komunistické zvůle je Zdeňka Marie Havránková (1879–1954), místopředsedkyně Golfového svazu ČSR, mecenáška, která bydlela od roku 1926 do roku 1954 na adrese čp. 478/39 s manželem Josefem Havránkem, vrchním technickým ředitelem podniků koncernu Škodových závodů. Dům na nábřeží vlastnili společně. Po smrti manžela a po komunistickém puči všechen svůj majetek rozdala, byla obviněna pro podezření ze špionáže. Zemřela ve Valdicích v roce 1954 ve věku 75 let.
V domě čp. 477/41 Mojmír Vaněk (1911–1992), osobní tajemník prezidenta E. Beneše, první ředitel sekce pro umění a hudbu při UNESCO v Londýně a v Paříži, člen ustavujícího výboru hudebního festivalu Pražské jaro, také historik umění, muzikolog a estetik. Dne 27. 9. 1949 byl zatčen, ve stejný den jako Milada Horáková, a 21. 6. 1950 odsouzen v procesu „Čupera a spol.“ na 18 let pro zločiny velezrady a vyzvědačství. Po svém propuštění žil v tomto domě od roku 1960 až do emigrace v roce 1969. 
V domě čp. 140/55 bydlela Anna Honová (1926–2019), a to od roku 1943 u Růženy Pokorné – Purkyňové (1864–1951), vnučky Jana Evangelisty Purkyně, v jejímž bytě se scházela pražská inteligence. Po návratu z Prahy na rodnou Moravu v roce 1948 byla obviněna z maření vyšetřování, z nezákonného spolčování proti republice a z rozšiřování protikomunistických letáků. Ve vazbě a věznici v Uherském Hradišti a v Brně strávila 2,5 roku. 
Na stejné adrese nebydlel, ale působil advokát a olympionik Jan Koreis (1907–1949), první československý tyčkař, který zdolal čtyřmetrovou výšku. Na olympijských hrách v Berlíně v roce 1936 se stal druhým nejúspěšnějším atletem tehdejší československé olympijské výpravy. Po ukončení sportovní kariéry si otevřel advokátní kancelář s pobočkou na tehdejším nábřeží Legií. Od roku 1948 pomáhal těm, kteří se chtěli dostat na svobodu. V roce 1949 byl zatčen, mučen a poté údajně spáchal sebevraždu. 
Vzpomínaný Emil Sobička z čp. 139/57, kde žil od roku 1912 až do své smrti, byl mezi prvními advokáty vyloučených z Advokátní komory. V roce 1954 byl Emil Sobička zatčen a po mnoha výsleších donucen se přiznat k vykonstruovaným obviněním z vlastizrady a špionáže. Následně odsouzen na dvacet let vězení a ke konfiskaci majetku. Perzekuci neunikla ani jeho rodina. Po propuštění na svobodu na amnestii v roce 1960 Sobička pracoval v dělnických profesích. Zemřel krátce po sametové revoluci v roce 1990.
Zpravodajec Emanuel Voska (1875–1960), který žil v letech 1945–1946 v domě čp. 126/1, byl po roce 1948 novou vládnoucí mocí považován za nebezpečného vyzvědače a v roce 1950 zatčen a po čtyřech letech vyšetřovací vazby odsouzen na deset let. Jeho jméno figurovalo v procesu s Rudolfem Slánským. Teprve začátkem roku 1960 mu trest byl ze zdravotních důvodů na šest měsíců přerušen. 
Po dobu svého poslaneckého mandátu bydlel František Štambacher (1899–1986) také v domě čp. 126/1. Za okupace byl zapojen do odboje na Hustopečsku. V letech 1945–1946 se stal poslancem Prozatímního Národního shromáždění za lidovou stranu. Po volbách v roce 1946 se stal poslancem již řádného Ústavodárného Národního shromáždění. Po únorovém převratu roku 1948 byl pronásledován komunistickým režimem a odsouzen na 20 let těžkého žaláře za vlastizradu a za rozvracení socialistického bloku, kde jako všichni trestanci pracoval za zotročujících podmínek. Vlastnímu soudu předcházela devítiměsíční vyšetřovací vazba v Brně.  V roce 1960 byl propuštěn v rámci květnové amnestie. Na svobodu se vrátil s narušeným zdravím a usídlil se v rodné obci.
Desítky dalších sousedů režim vylučoval ze zaměstnání a ze studií, nemohli najít pracovní uplatnění odpovídající jejich kvalifikaci, či byli jiným způsobem perzekvováni.

## Budovy, firmy a instituce
S nábřežím je spojeno také několik vzdělávacích a volnočasových institucí. V roce 1950 byl sedmipokojový byt zemřelé mecenášky a sběratelky Hermíny Srbové (čp. 479), částečně propojený se sousedním domem v Malátově ulici, předělán na Mateřskou školku, která sloužila celých padesát let, až do roku 2000. 

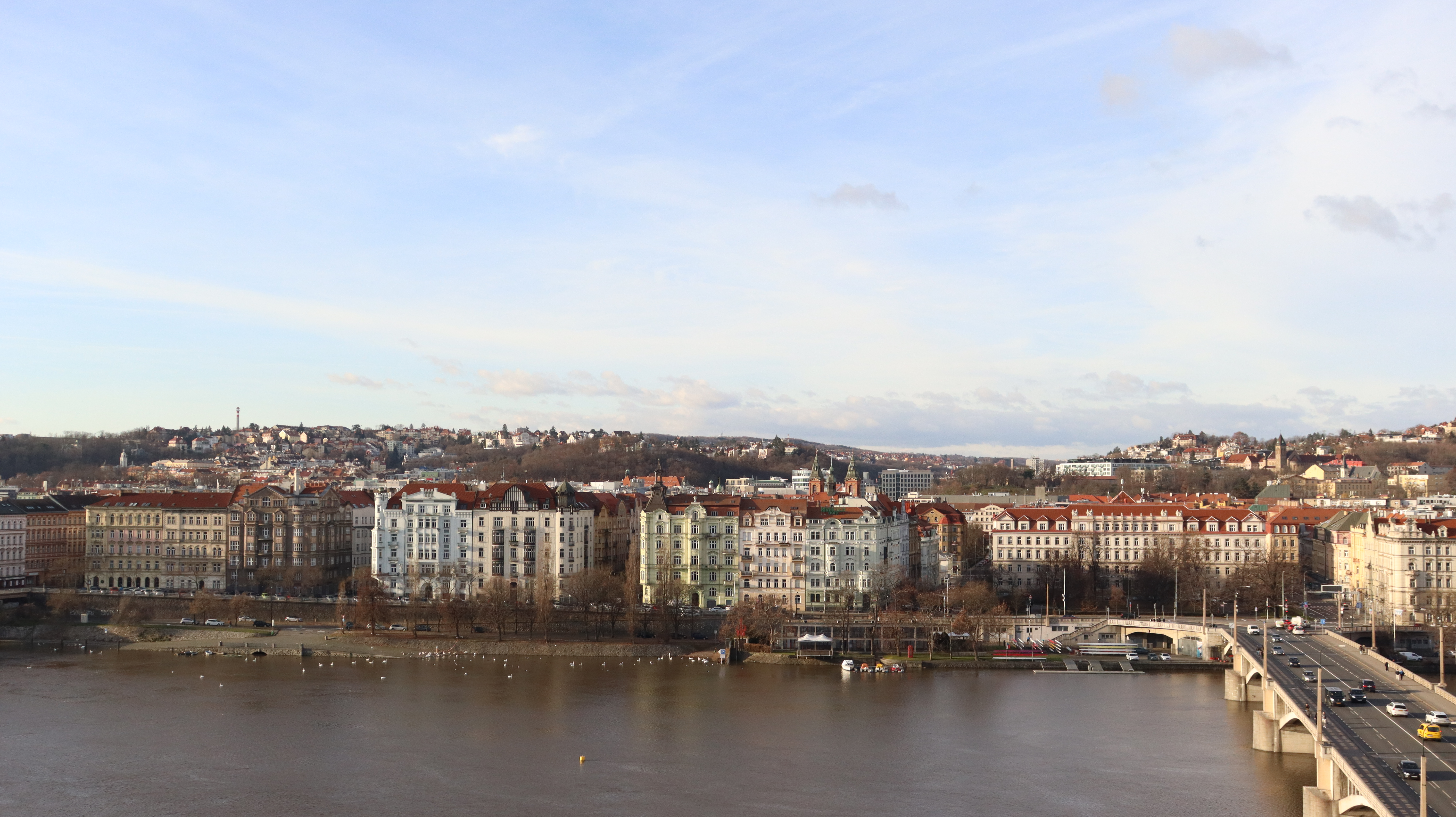
Jižní část Janáčkova nábřeží včetně základny Veslařského klubu pohledem z Tančícího domu

Výhody lokality využívalo také několik sportovních oddílů. Území sousedního Dětského ostrova v letech 1883–1911 používal jako základnu a cvičiště „Klub velocipedistů Praha 1883“, jeden z nejstarších cyklistických klubů na území Rakousko-Uherska. Ten nejstarší “Český klub velocipedistů” vznikl též na Smíchově o tři roky dříve, v roce 1883 založily bratři Kohoutové.
V roce 1930 se do dnešního sídla u tenkrát ještě nedostavěného Jiráskova mostu z Podolí přestěhoval Veslařský oddíl Slavia Praha. Po dostavbě mostu se loděnice usídlila v břehovém pilíři Jiráskova mostu. Po zbourání původního „domečku“ získal novou moderní budovu postavenou na jeho místě v roce 1999.
Na Janáčkově nábřeží čp. 1211/11 se od sedmdesátých let do roku 1996 scházela „Celopražská organizace neslyšících“. Po roce 1989 se přejmenovala na Pražský spolek neslyšících, stejně jako zněl její historický název. Jednou z protagonistek je bývalá předsedkyně spolku je Olga Masníková (*1931), která je sama neslyšící a pro neslyšící pracovala velkou část svého života. 
Dva domy na celém nábřeží jsou v současné době alespoň částečně zpřístupněny veřejnosti, protože se v nich stále odehrává spolková činnost. Od roku 1999 provozuje v domě čp. 475/47 svoje aktivity Výtvarný spolek Hruška. Jeho zakladatelkou je akademická malířka Helena Slavíková Hrušková (1924–2023). Až do konce svého života stále tvořila a věnovala se vyučování. V roce 2018 získala titul Čestné občanky Prahy 5 za celoživotní přínos hlavně ve výuce dětí a mládeže. Výtvarným spolkem Hruška prošlo několik generací dětí.
Ve stejném domě od roku 1980 až do roku 1998 se v přízemí domu scházel Klub železničních modelářů, zaměřující se na kolejiště typ H0. 
Na Janáčkově nábřeží se od roku 2003 scházejí skautské oddíly ze střediska Blaník. Nejdříve měly klubovnu v domě čp. 475/47, od roku 2015 využívají zázemí domu čp. 479/37.    

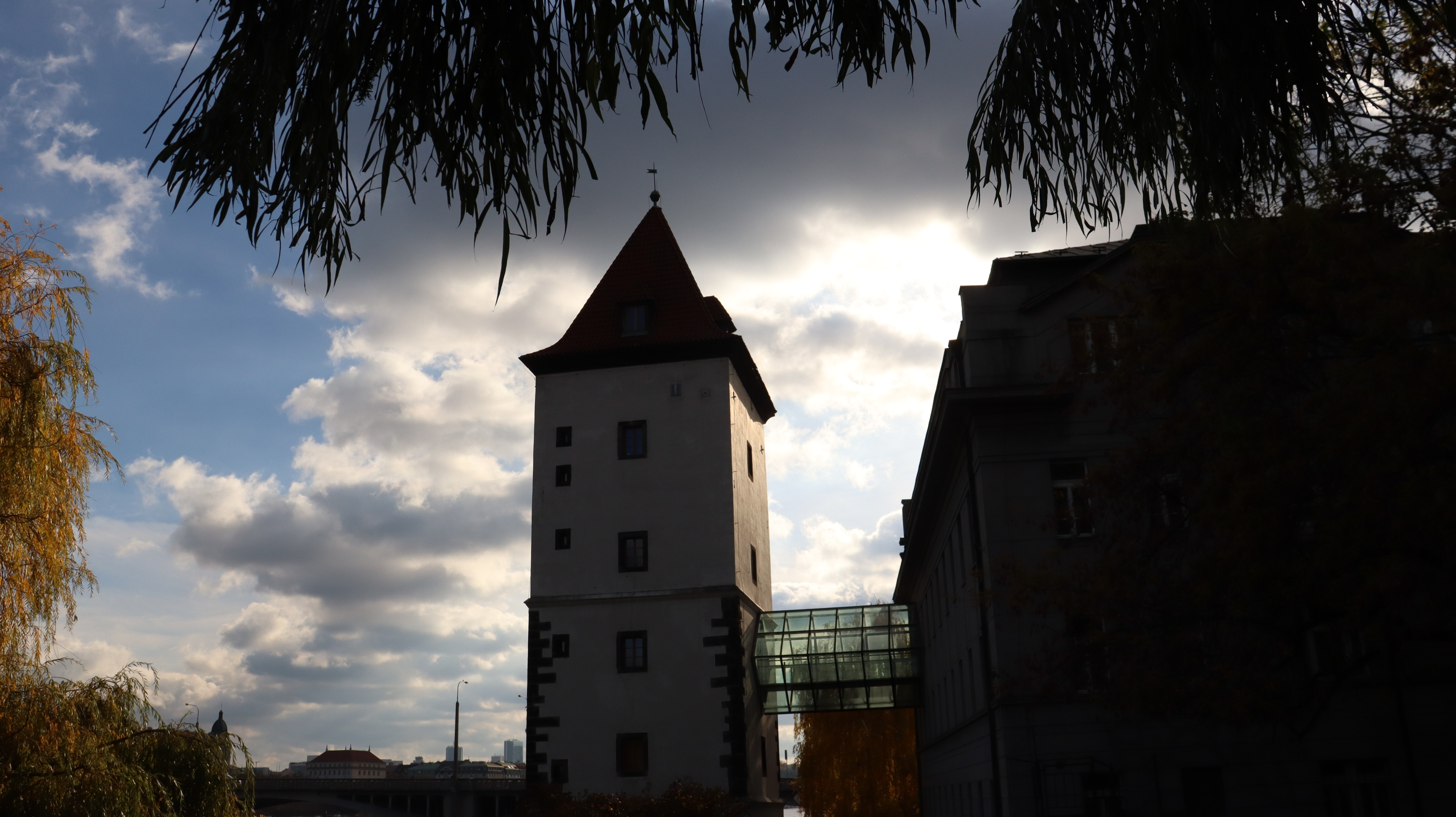
Petržílkovská věž - původní Malostranská vodárna

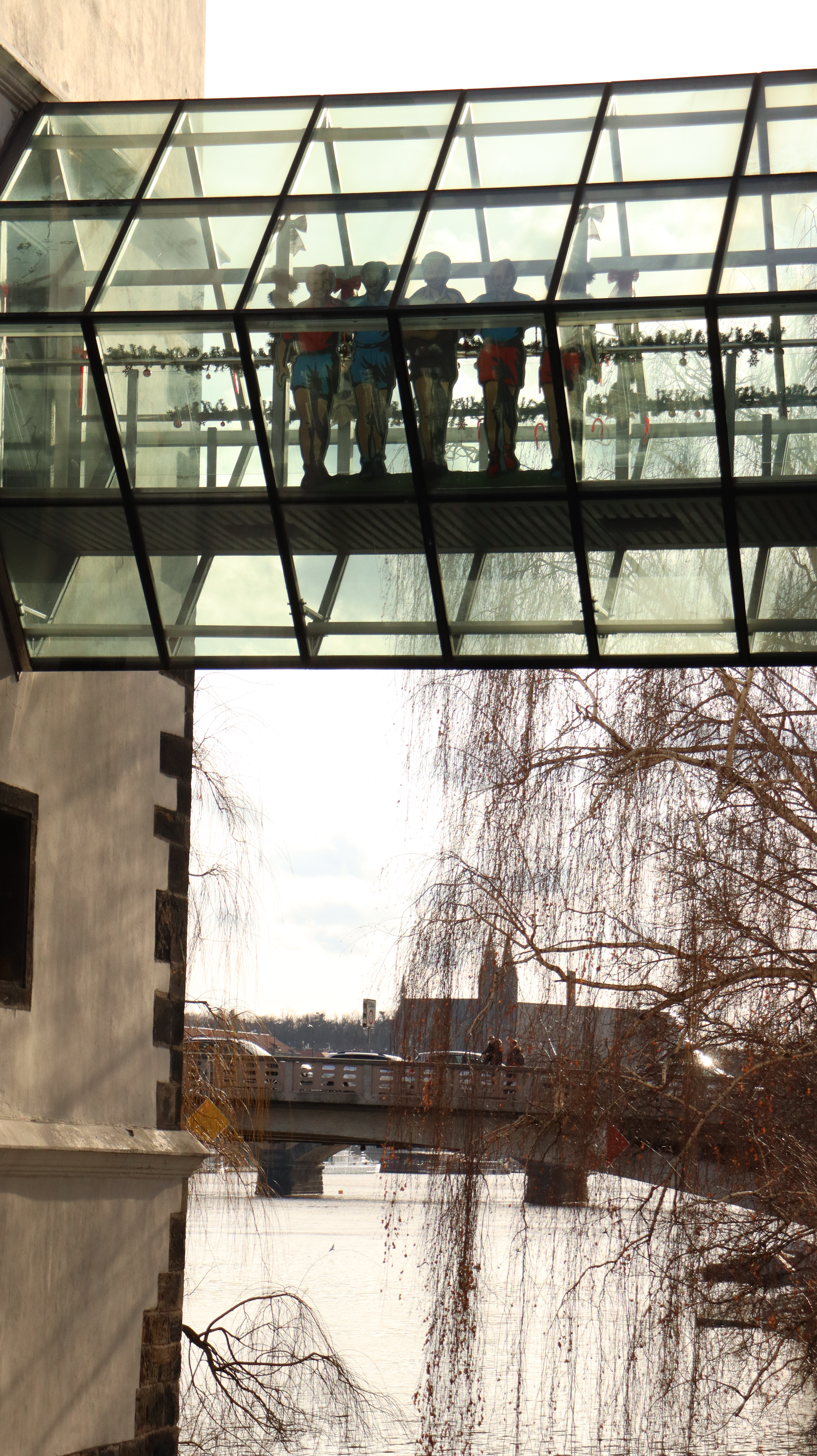
Postavy Rychlých šípů umístěné v průchodu do Malostranské věže

V Malostranské vodárenské věži si v roce 1937 našla prostory pro svoji klubovnu skautská Foglarova Dvojka. S nástupem nacistů bylo skautské hnutí zakázáno a poslední oddílová schůzka se uskutečnila v říjnu 1940. Gestapo nechalo ve věži zapečetit všechen oddílový majetek. Foglar se do zapečetěné věže za pomoci několika starších chlapců z oddílu "vloupal", a odnesl odtud cenné oddílové kroniky. Tento poměrně nebezpečný čin později Jaroslav Foglar popsal ve svých pamětech Život v poklusu, a také v románovém zpracování – v druhém dílu Hochů od Bobří řeky s názvem Strach nad Bobří řekou. Ve věži pak po válce sídlil do osmdesátých let vodácký oddíl. V roce 2012 se klubovně a okolnostem zajištění kronik věnoval týdeník Z metropole, jehož průvodcem byl dlouholetý člen oddílu Jiří Navrátil. Televizní kamery zde zachytily interiér jinak veřejnosti nepřístupné věže.

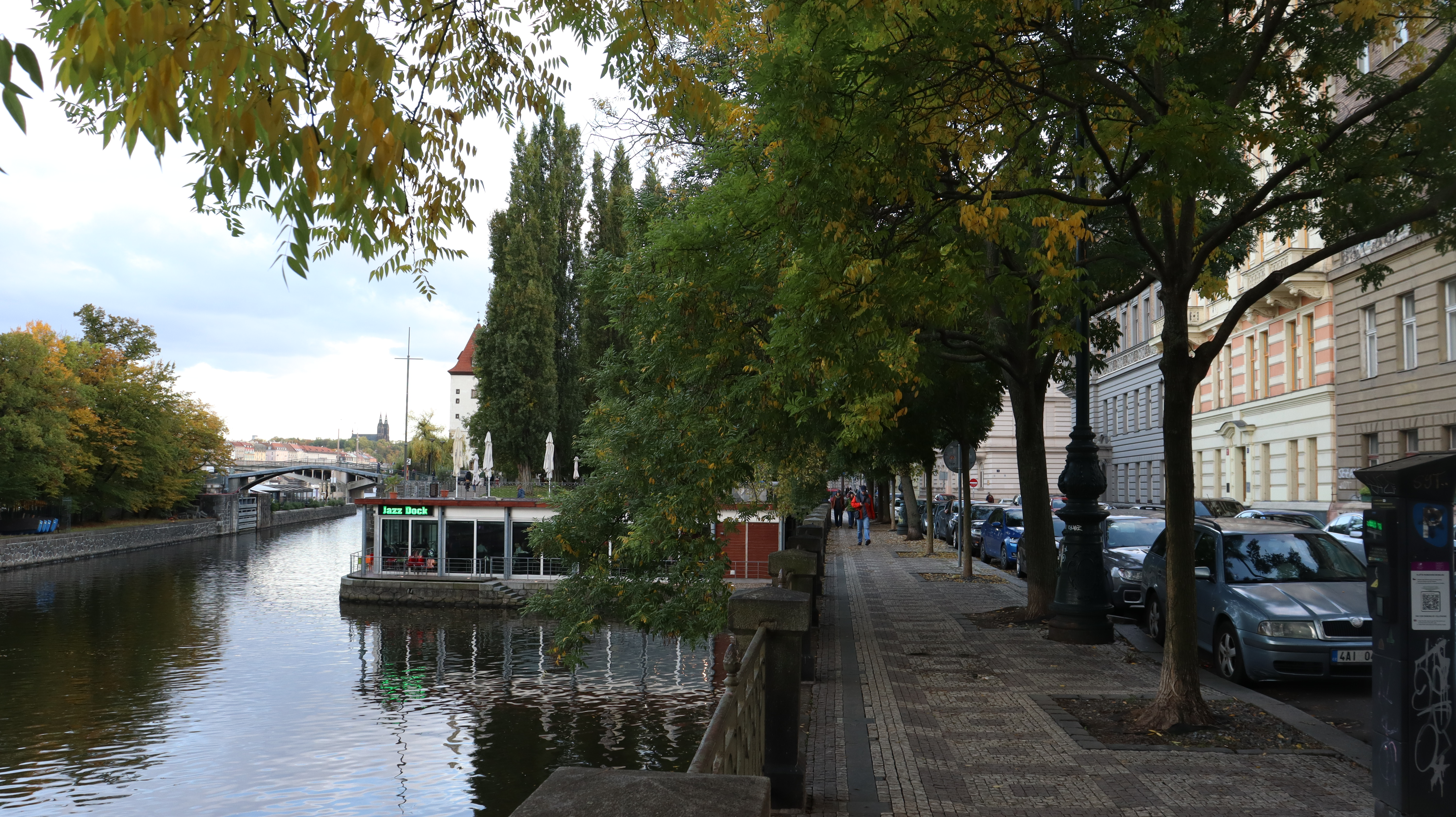
Jazz Dock na Janáčkově nábřeží

Na adrese Janáčkovo nábřeží 2 funguje proslulý hudební klub a bar Jazz Dock - Jazz & Blues Bar & Café. Byl založen v roce 2009 na místě bývalé rybárny půl metru nad hladinou Vltavy v předpolí Dětského ostrova. Kromě jazzových koncertů se zde pořádají také pravidelná představení pro děti. 

## Povodně
Smíchov a území dnešního Janáčkova nábřeží povodně sužovaly po staletí. V průběhu 19. století kvůli výstavbě a související hustotě osídlení dochází k obratu. „Bylť to rok 1845, když Vltava následkem kruté a dlouhé zimy po prudkém tání a vícedenních deštích v měsíci březnu neobyčejně se rozvodnila a potom dne 24. března největší posud známou povodeň způsobila, zaplavivši továrnu Kohoutovu, oba mlýny, továrnu na porculán, továrny Porgesů a Příbrama a více jiných budov, což se v míře poněkud menší též r. 1862 opakovalo. Roku 1847 protrhla se nad Smíchovem a jeho západním okolím černá mračna, a valila se údolím potoka motolského ohromná spousta vody, vysoká v některých místech až na dva sáhy, čímž mnozí na svém majetku velikou zkázu a ztrátu utrpěli, ano i několik lidí blíže usedlosti Kailové čp. 20 ve vlnách utonulo. Roku 1871 následkem neslýchaných průtrží mračen, kterýmiž dne 25. května skoro celé západní Čechy postiženy byly, přivalilo se řečištěm Berounky do Vltavy takové nevídané množství vody a s takovou prudkostí, že řeka Vltava, tekoucí toho času v obyčejné míře své, již v noci ku dni 26. května úžasně stoupati počala a z rána konečně téměř výšku povodní z r. 1845 a 1862 dosáhla, tak že níže ležící část Smíchova pojednou zaplavena byla, a její obyvatelé sebe a svůj majetek sotva zachrániti mohli.“ 
Další zkázonosné povodně se Smíchovem prohnaly v roce 1871 a 1875. Uspíšily tak regulaci celého nábřeží s cílem zabránit opakovaným katastrofám. Ani ta však nezabránila dalším škodám, které vznikly v důsledku několika povodní v roce 1890, 1940 a nakonec té nejrozsáhlejší „tisícileté“ povodně v roce 2002. 14. srpna 2002 dosáhla v Praze svého vrcholu, celkem trvala 12 dní a zasáhla 5,8 procenta rozlohy města, na Smíchově pak i část Janáčkovo nábřeží. Pod vodou se ocitl také celý Dětský ostrov. Bohužel v té době na smíchovském nábřeží ještě neexistovala žádná protipovodňová ochrana. Ovšem už samotné vyvýšené nábřeží zdejší oblast uchránilo před mnohem horší katastrofou. Přesto se místní obyvatelé museli na několik dní, než voda opadla, evakuovat. 
Poslední povodeň v roce 2013 na nábřeží už sice nevystoupila, ale zasáhla znovu celý Dětský ostrov a také budovu Jazz Docku.

## Soužití Čechů a Němců
Soužití českých a německých obyvatel na Janáčkově nábřeží, tehdy Ferdinandově nábřeží, nebylo konfliktní. Češi si běžně pronajímali byty u německých vlastníků a obráceně. „Podle historika G. B. Cohena byla separace Čechů a Němců značná především ve veřejných záležitostech, které byly doménou organizovaných skupin, avšak v soukromé sféře, jakou je obživa, konzumace zboží a služeb, a v rodinném životě, se německy i česky mluvící Pražané nemohli nemísit.“
K relativně harmonickému soužití přispěla také skutečnost, že obyvatelé této lokality většinou patřili ke společenské, kulturní, politické i podnikatelské elitě. Současně není prokázáno, že by někdo z osobností zde uvedených, se vůči občanům jiné národnosti negativně vyjadřoval. Naopak ve své profesi spolu běžně spolupracovali.
Při sčítání obyvatelstva se na celém Smíchově se v roce 1921 přihlásilo k německé národnosti 3 410 osob, což se rovná 6 % z celkového počtu 56 249 jeho obyvatel. Ti  ze Smíchova zároveň žili převážně v oblasti ohraničené současnou ulicí Štefánikova a právě Janáčkovým nábřežím.  Od posledního sčítání obyvatelstva v roce 1910 se celkový poměr pravděpodobně příliš nezměnil. Podle dobových údajů v sedmi vybraných domech bydleli v roce 1910 podle údajů ze sčítání lidu obyvatelé těchto národností:
- V domě Janáčkovo nábřeží čp. 454/2 (v současnosti 126/1) žilo v roce 1910 celkem třicet osm obyvatel v pěti bytových jednotkách, z toho osm obyvatel, kteří se hlásili k německé národnosti.
- V domě Janáčkovo nábřeží čp. 467/6 (140/55) žilo ve stejném roce celkem třicet šest obyvatel v deseti domácnostech, (např. v roce 1910 Karel Krejčí) z toho tři osoby německé národnosti, (např. Emil Laufer).
- V sousedním domě Janáčkovo nábřeží čp. 468/7 (157/53) žilo celkem dvacet osm obyvatel v šesti domácnostech, (např. Josef Zítek), z toho dvě osoby německé národnosti.

- V domě čp. 477/13 (477/41) bylo ke stejnému, výše uvedenému datu, zapsáno sedmdesát přítomných osob, z toho patnáct osob německé národnosti, z nich dva se hlásili k židovskému náboženství, celkem v osmnácti domácnostech.
- V domě čp. 478/14 (478/39) bylo zapsáno osmdesát pět přítomných osob, (např. Jaroslav Goll) z nichž bylo pět německé národnosti, v celkových jednadvaceti domácnostech.
- V domě čp. 479/15 (479/37) bydlelo ve třinácti domácnostech celkem třicet šest obyvatel české národnosti, (např. Maxmilián Pirner) a patnáct obyvatel národnosti německé, (např. Hermína Srbová). Jedna rodina byla navíc jazykově smíšená.
- V domě čp. 729/18 (729/31) žilo padesát dva osob, (např. Kamil Krofta) z nichž se devatenáct hlásilo k německé národnosti, v celkových patnácti domácnostech.

Dohromady v sedmi domech z celkových osmnácti žilo v roce 1910 v osmdesáti osmi domácnostech 374 obyvatel, z toho 67 obyvatel německé národnosti, tzn. zhruba každý pátý obyvatel, oproti 6 % v rámci celého Smíchova. V každém z uvedených domů žili tedy společně jak čeští, tak i němečtí sousedé, jejichž celkový poměr se v průběhu let mohl měnit. 
Pokud porovnáme samotnou národnost všech majitelů jednotlivých domů od jejich výstavby do konce 19. století, vyjde naprosto shodný národnostní poměr. V roce 1891 jednotlivé domy od mostu Legií až po ulici Pavla Švandy (dříve Jakubská) vlastnilo dvanáct majitelů české národnosti a stejně tak dvanáct národnosti německé.
Újezd – Petřínská
- 454/2 (126/1) Penzijní fond Pražsko-Duchcovské dráhy, před tím Josef Jechenthal CZ, stavitel.
- 480/3 (133/61) Růžena (*1865) a Leopold (*1859) Marešovi CZ zemský rada Smíchov, před tím Jindřich a Josefa Jechenthalovi CZ.
- 453/4 (138/59) Marie Lichtnerová z Elbenthalu, rozená Zástěrová (1836–1890) CZ, zakladatelka nadace pro orlické chudé, před tím Řebíček.
- 452/5 (139/57) Antonín Richard Steinhilber (1840–1896) D, továrník na výrobu rukavic.
- 467/6 (140/55) Alois Filcík (1843–1923) CZ architekt.
- 468/7 (157/53) Klemens Magniet (1825–1899) D, inspektor a přednosta státních drah, před tím švagr Johann Rössler D.
- 447/8 (39/51) Josef Porges von Portheim (1817–1904) D, továrník, před tím Josef Malina, CZ stavitel

Petřínská – Vodní
- 471/9 (471/49) Kristián (1839–1918) a Marie roz. Steinhliberová (*1842) Turnwaldovi D, majitelé továrny na výrobu rukavic.
- 474/11 a 475/10 (474/45 a 475/47) Josef (1841–1904) a Marie (*1851) Písečtí z Kranichsfeldu CZ, majitelé cihelny.
- 476/12 (476/43) Eduard Porges z Portheimu (1826-1907) D, továrník, ředitel Kartounky na Smíchově.
- 477/13 (477/ 41) Vilma Wagnerová D, před tím Maria a Johann Schücker D.

Vodní – Malátova
- 478/14 (478/39) Josef a Aloisie (*1835) Pistoriusovi D, před tím Marie Bohumila Elhenická (1848–1925) CZ, manželka starosty Aloise Elhenického (1844–1915) CZ.
- 479/15 (479/37) Alois Totzer (1841–1916) D, prodejce realit.

Malátova – Pavla Švandy
- 91/16 (91/35) Jan Zeyer (1847–1903) CZ. Dům jako stavitel záhy převedl na Betty Weinzettel D.
- 713/17 (713/33) Alois Maas (*1849) CZ stavební podnikatel.
- 729/18 (729/31) Jan Zeyer (1847–1903) CZ. Také tento dům jako stavitel převedl na Franze Waldeka von Waldried (1833–1912) CZ, spoluvlastník strojíren, uhelných dolů a cukrovarů.

Postupná dominance Čechů v průběhu 20. století, která započala po vzniku 1. republiky a vyvrcholila po 2. světové válce, nakonec vedla k upozadění celé řady osobností německé národnosti. 

## Galerie

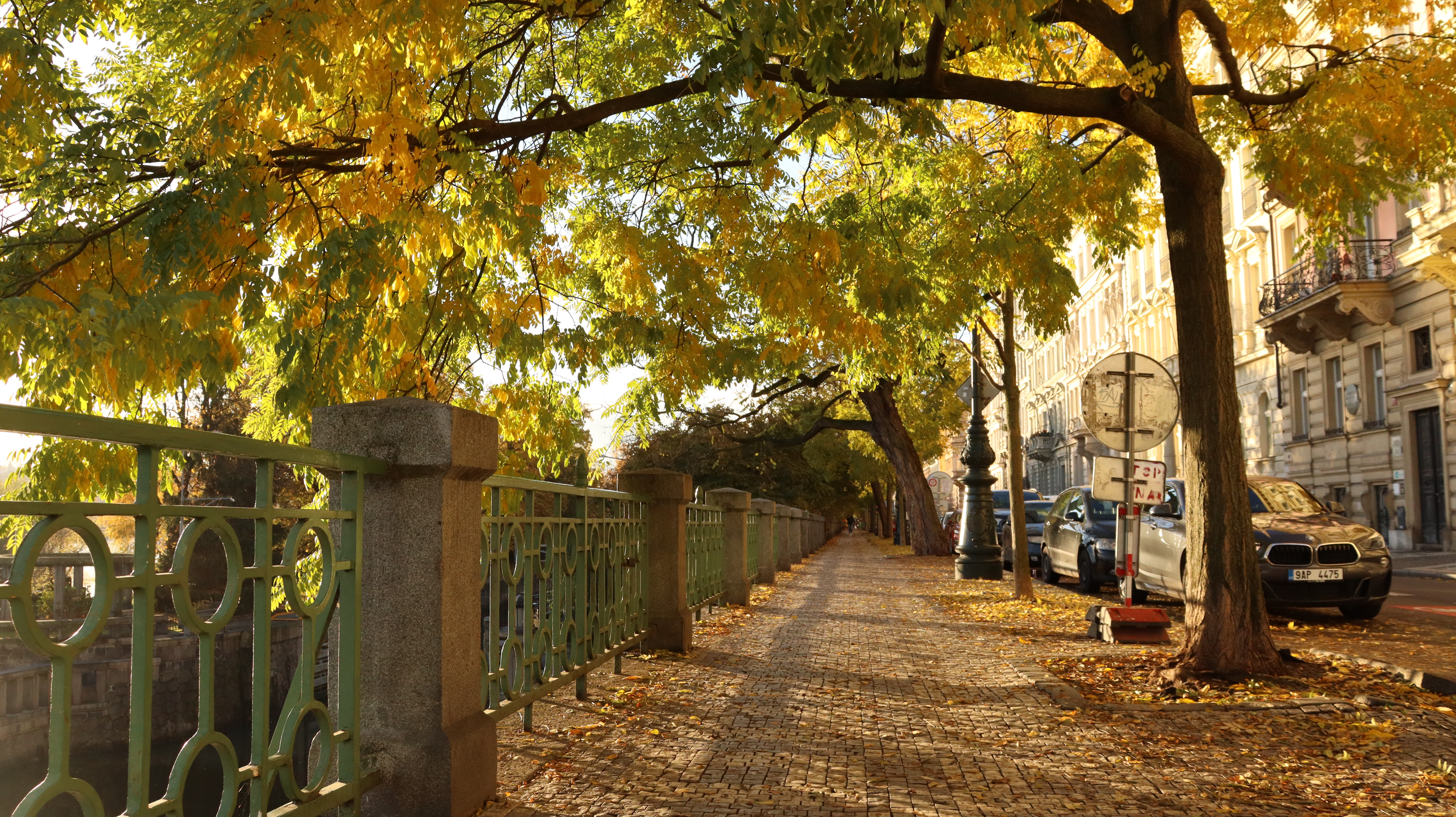
Podzim na Janáčkově nábřeží
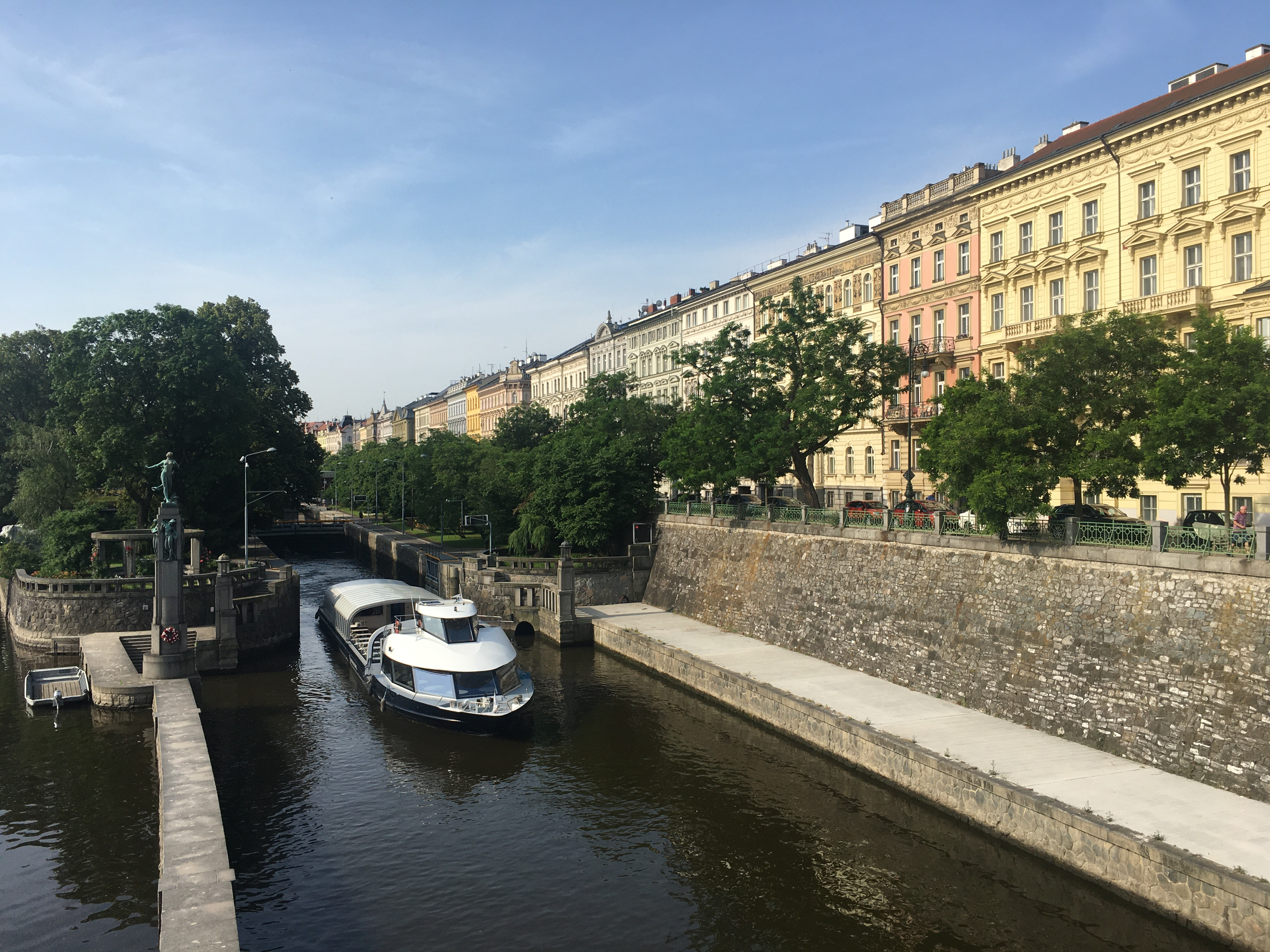
Zdymadlo u Janáčkova nábřeží od mostu Legií
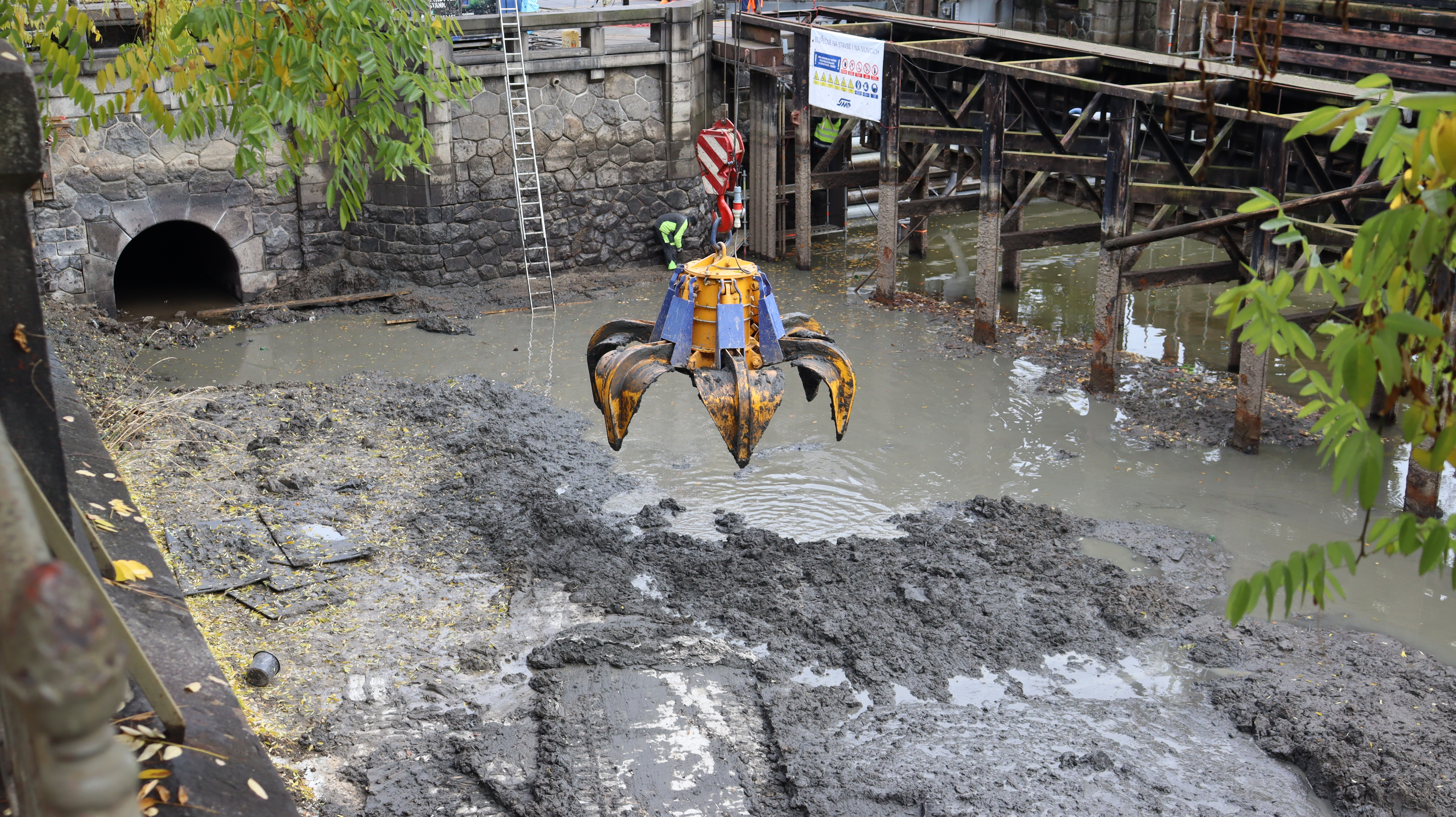
Čištění zdymadla u Janáčkova nábřeží
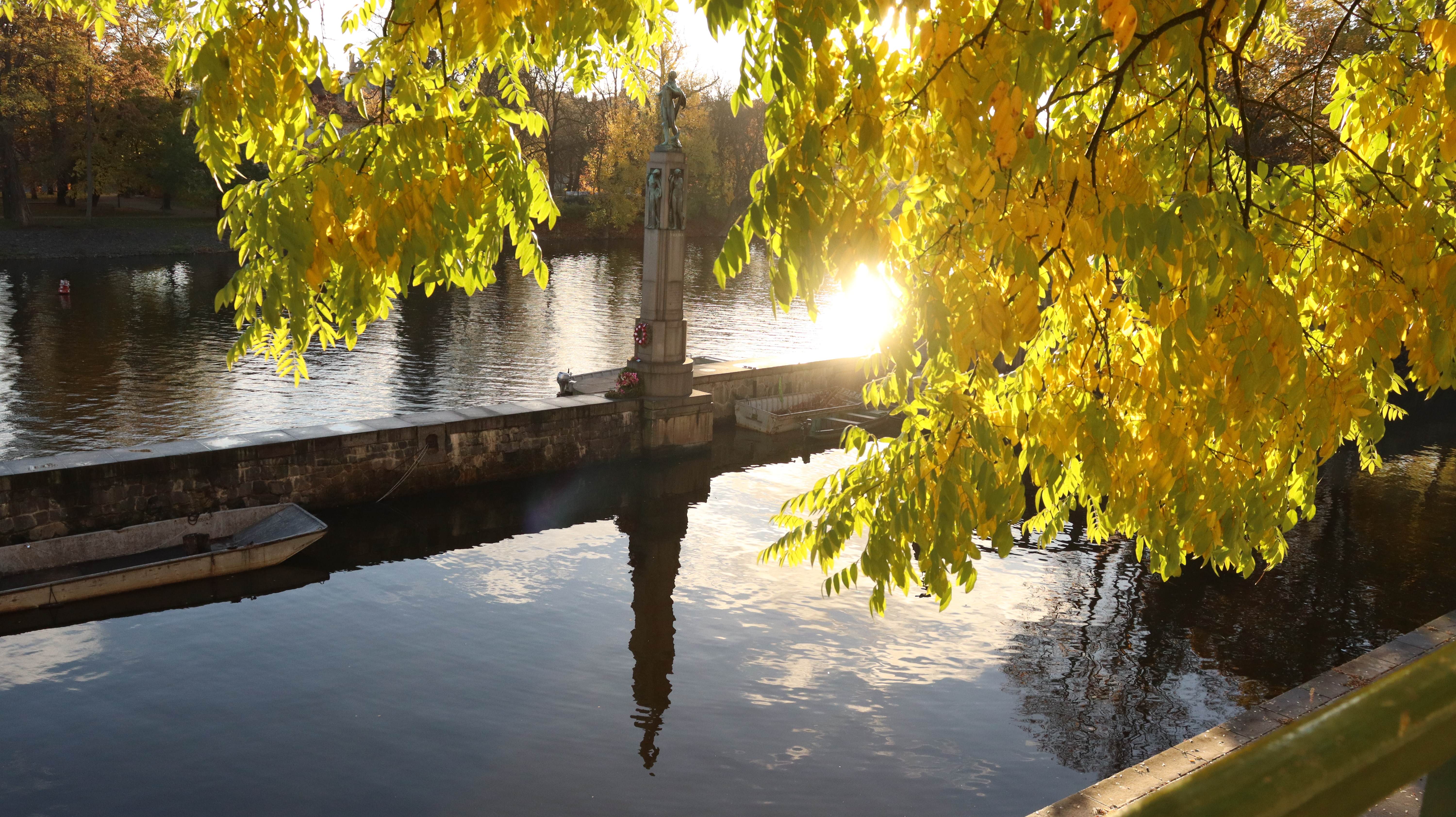
Sousoší Vltavy u Janáčkova nábřeží
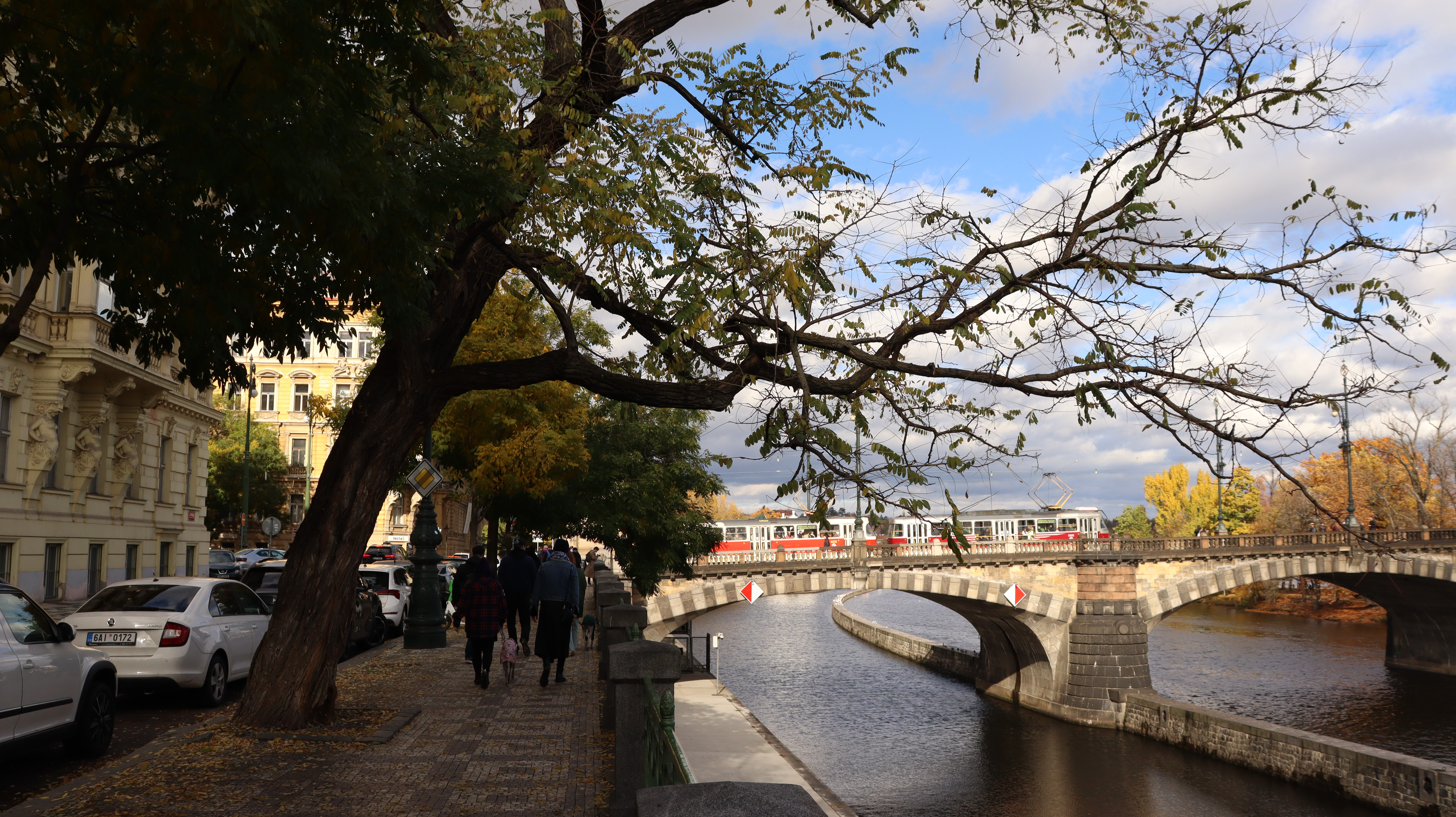
Most Legií pohledem z Janáčkova nábřeží
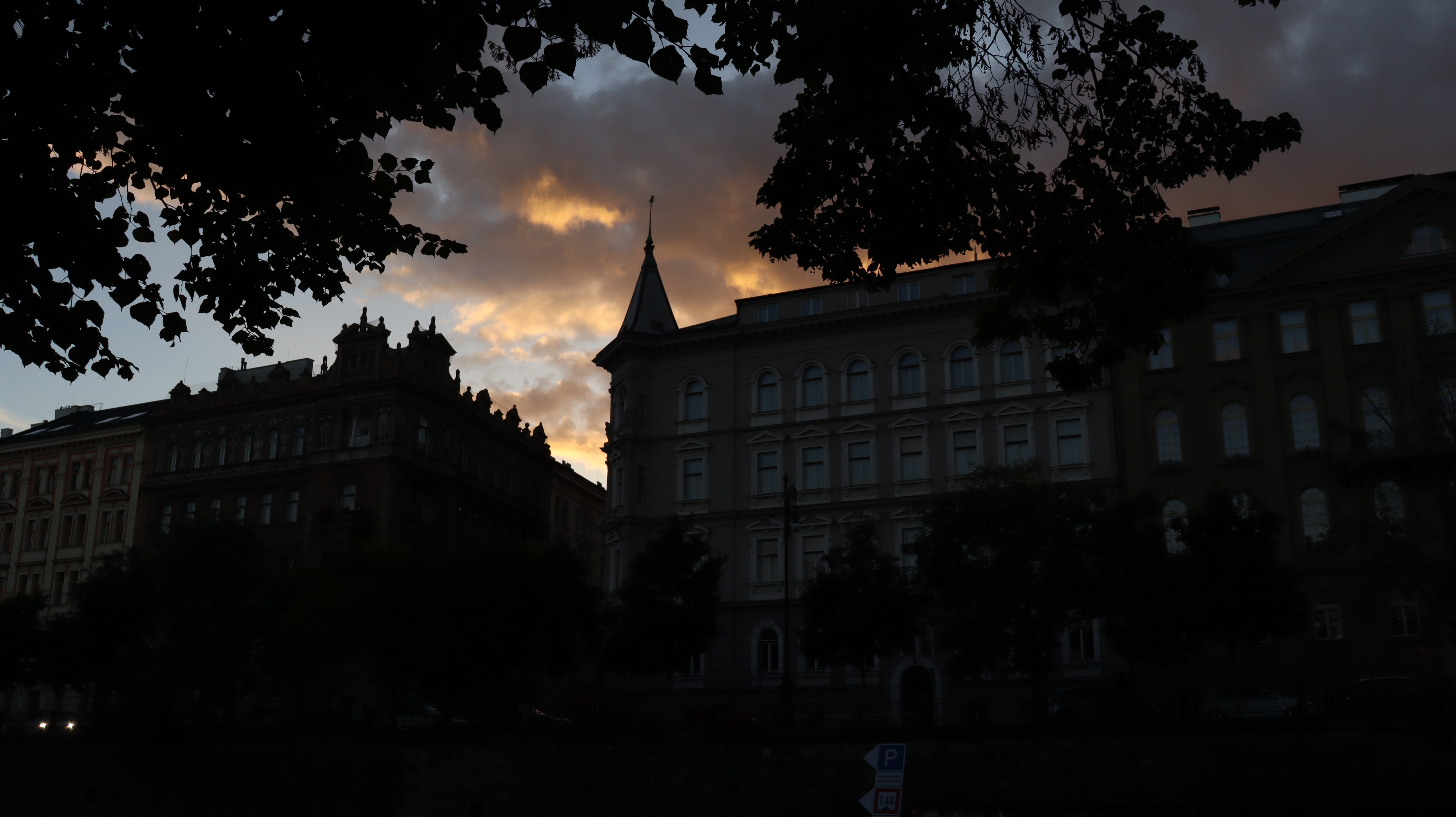
Domy čp. 91 a 479 (zleva) na Janáčkově nábřeží pohledem z Dětského ostrova
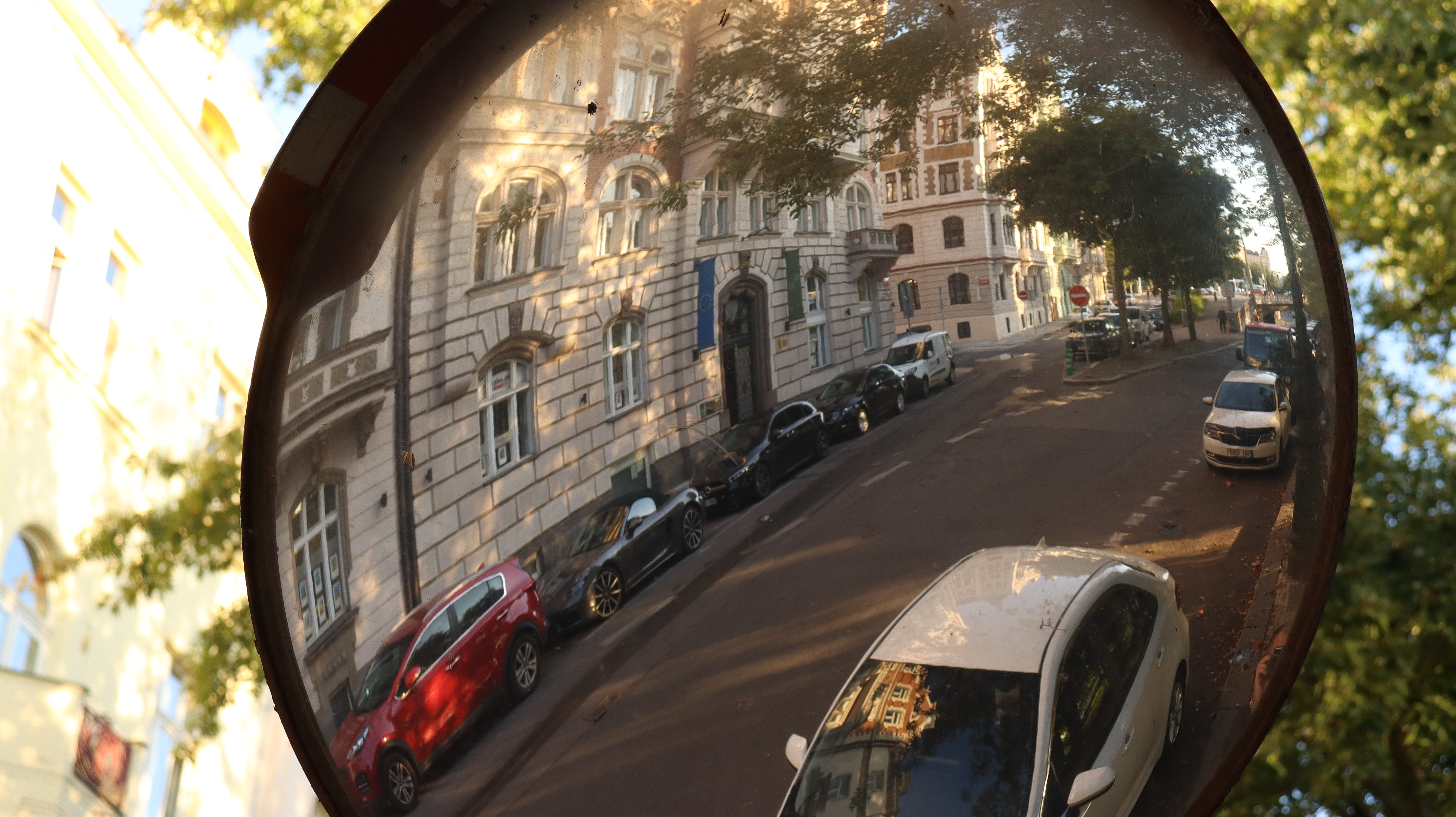
Jiný úhel pohledu na Janáčkovo nábřeží
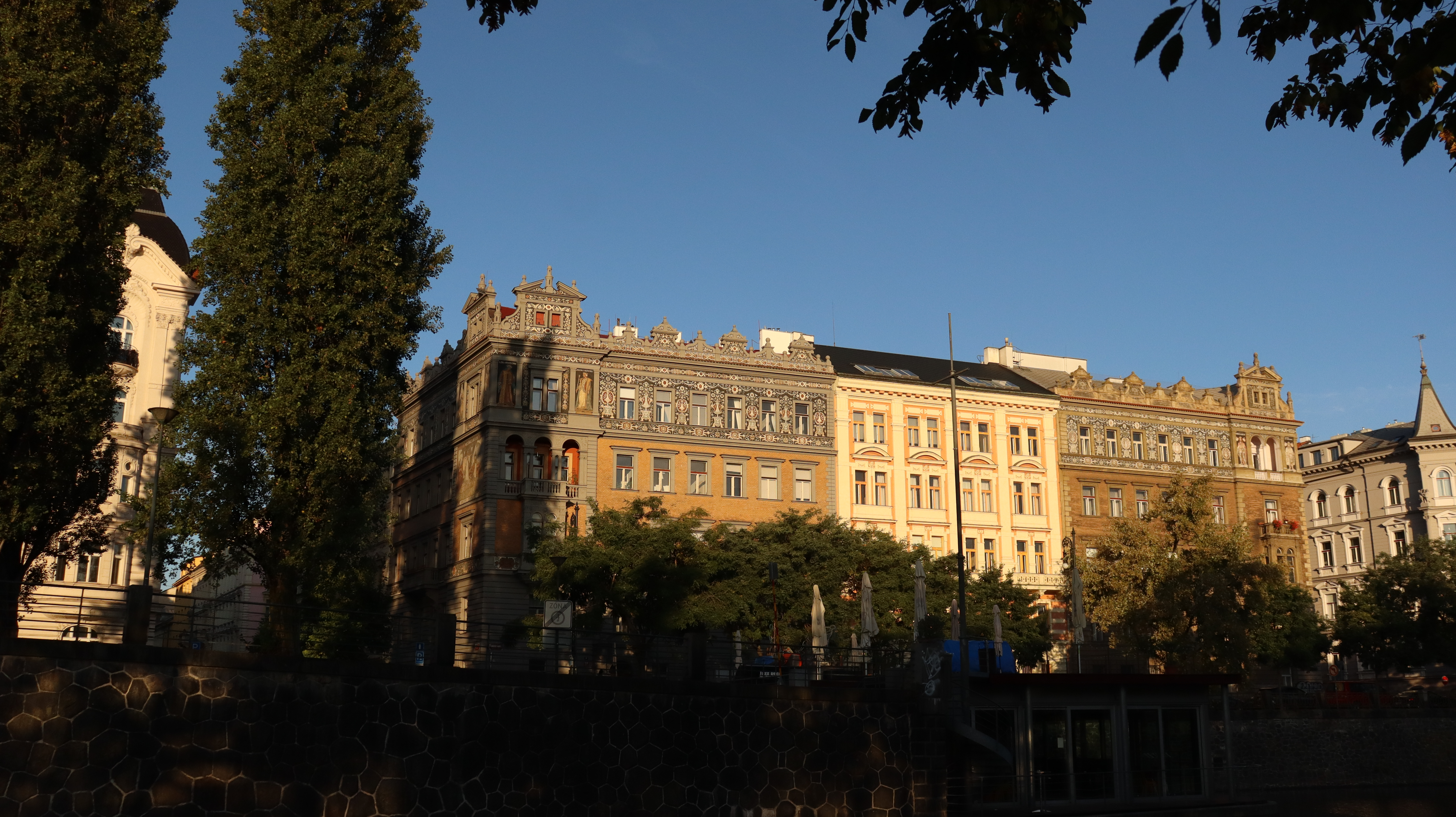
Domy čp. 91, 713 a 729 (zprava) na Janáčkově nábřeží
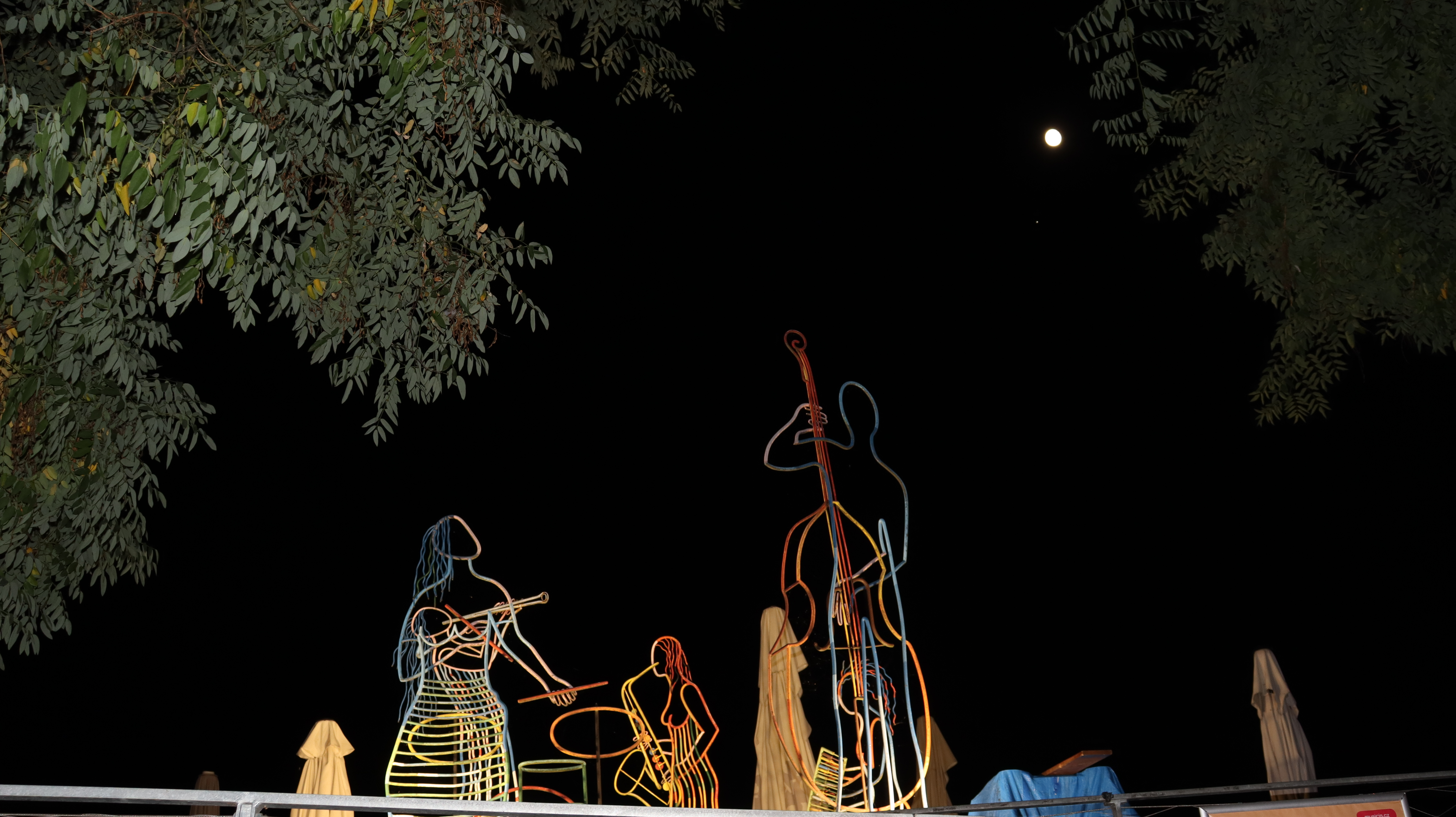
Muzikanti na Jazz Docku s Měsícem na Janáčkově nábřeží
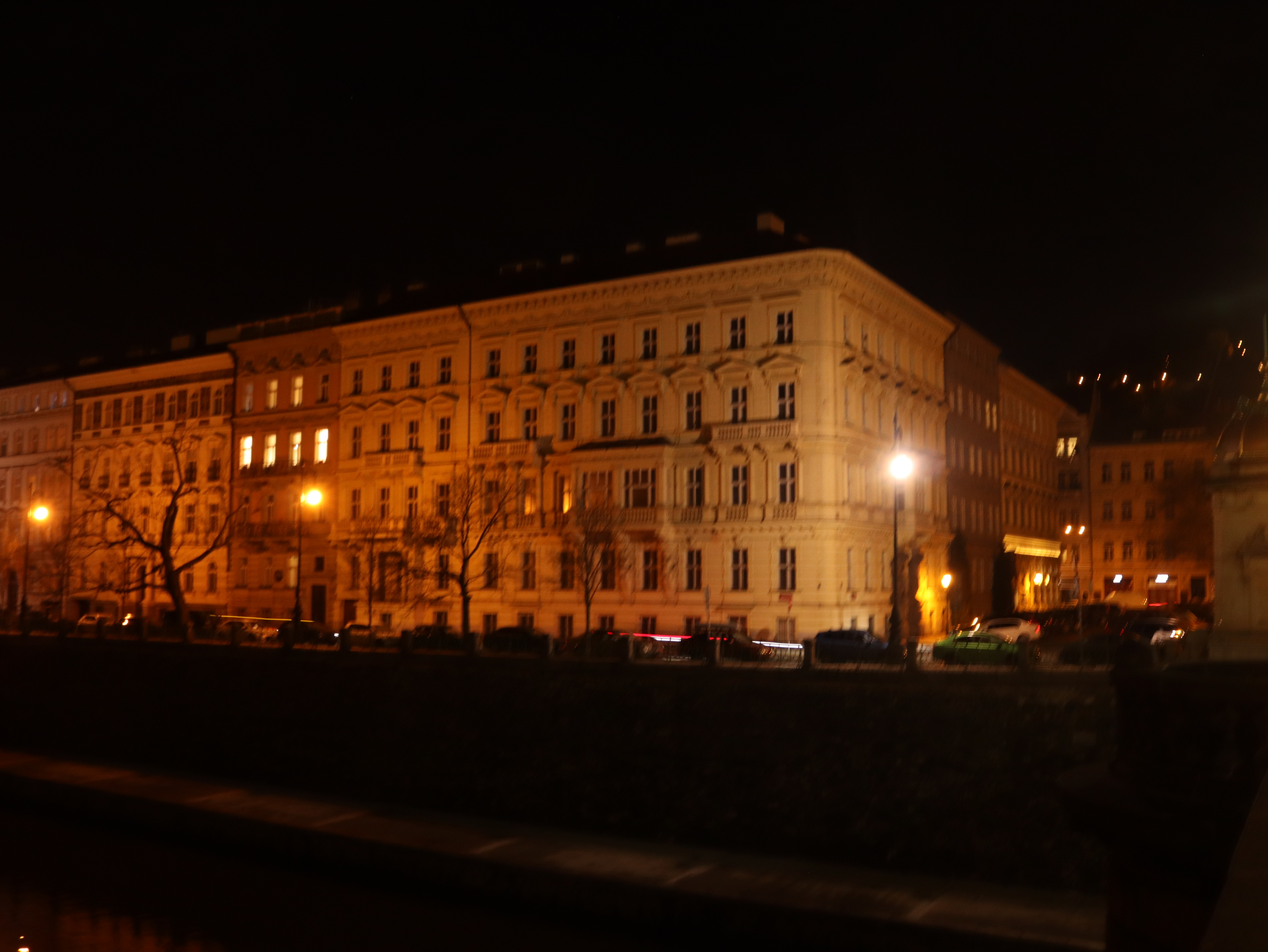
Noční Janáčkovo nábřeží od mostu Legií
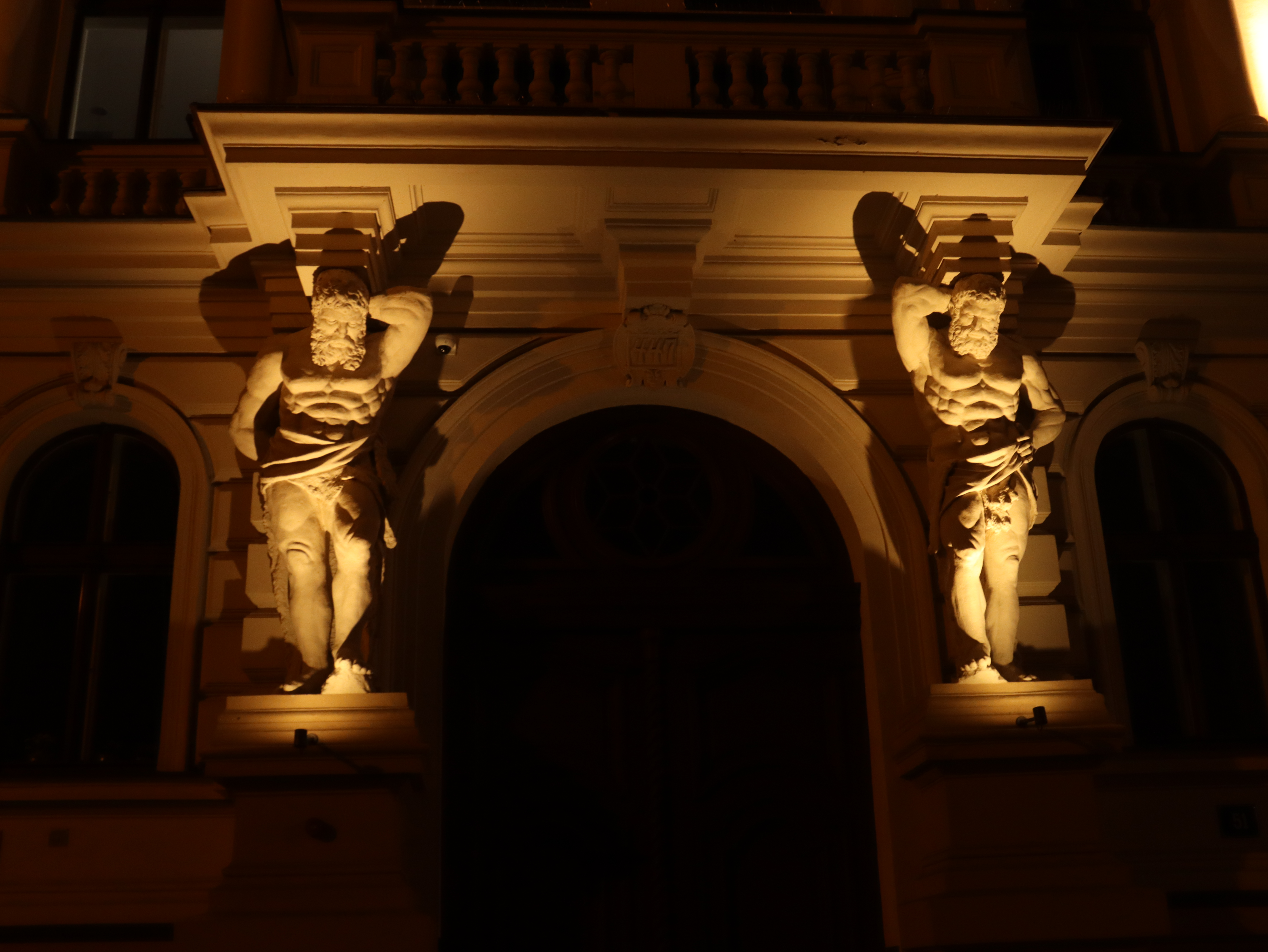
Dům čp. 39/51 na Janáčkově nábřeží
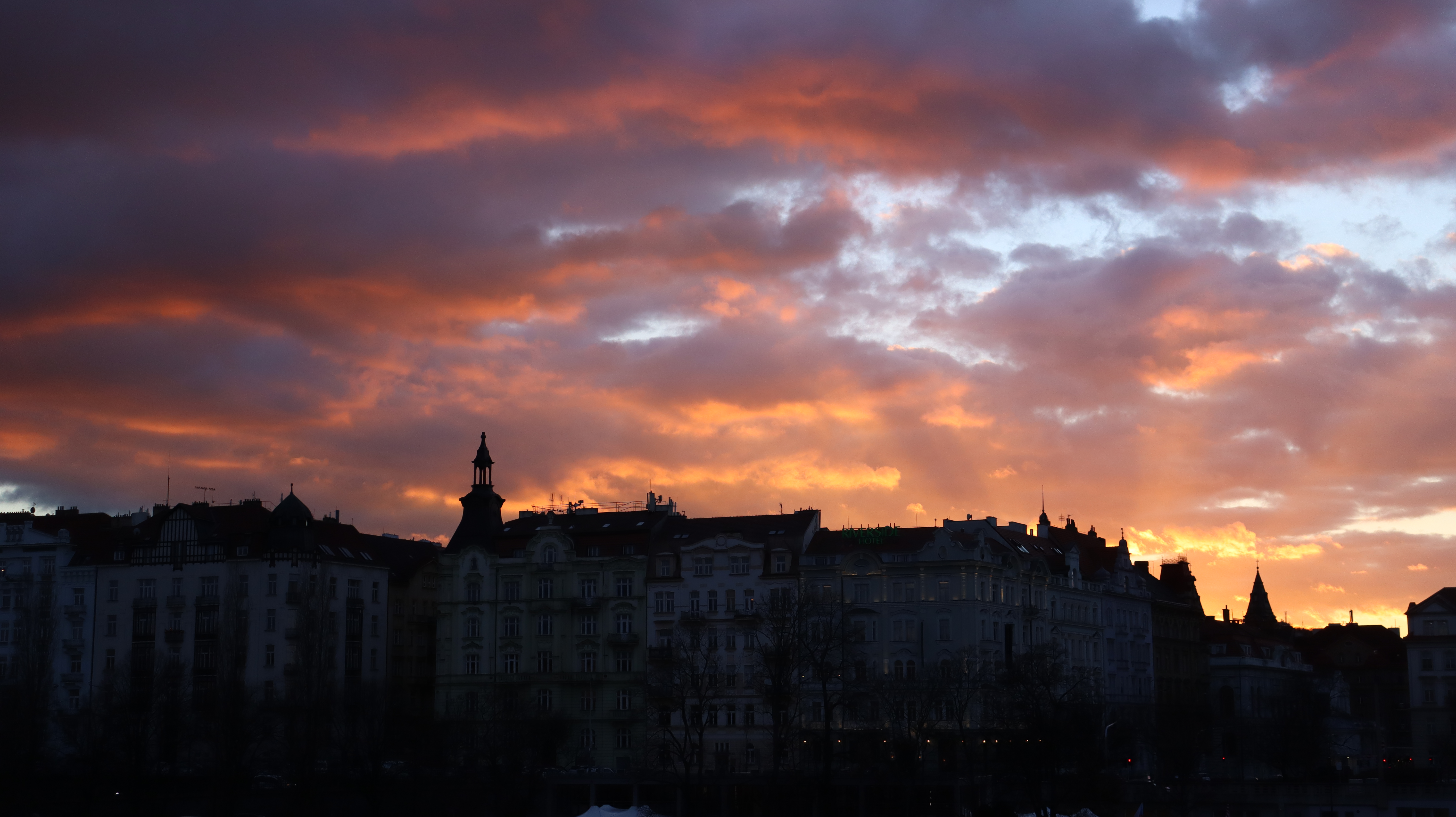
Část jižní části Janáčkova nábřeží
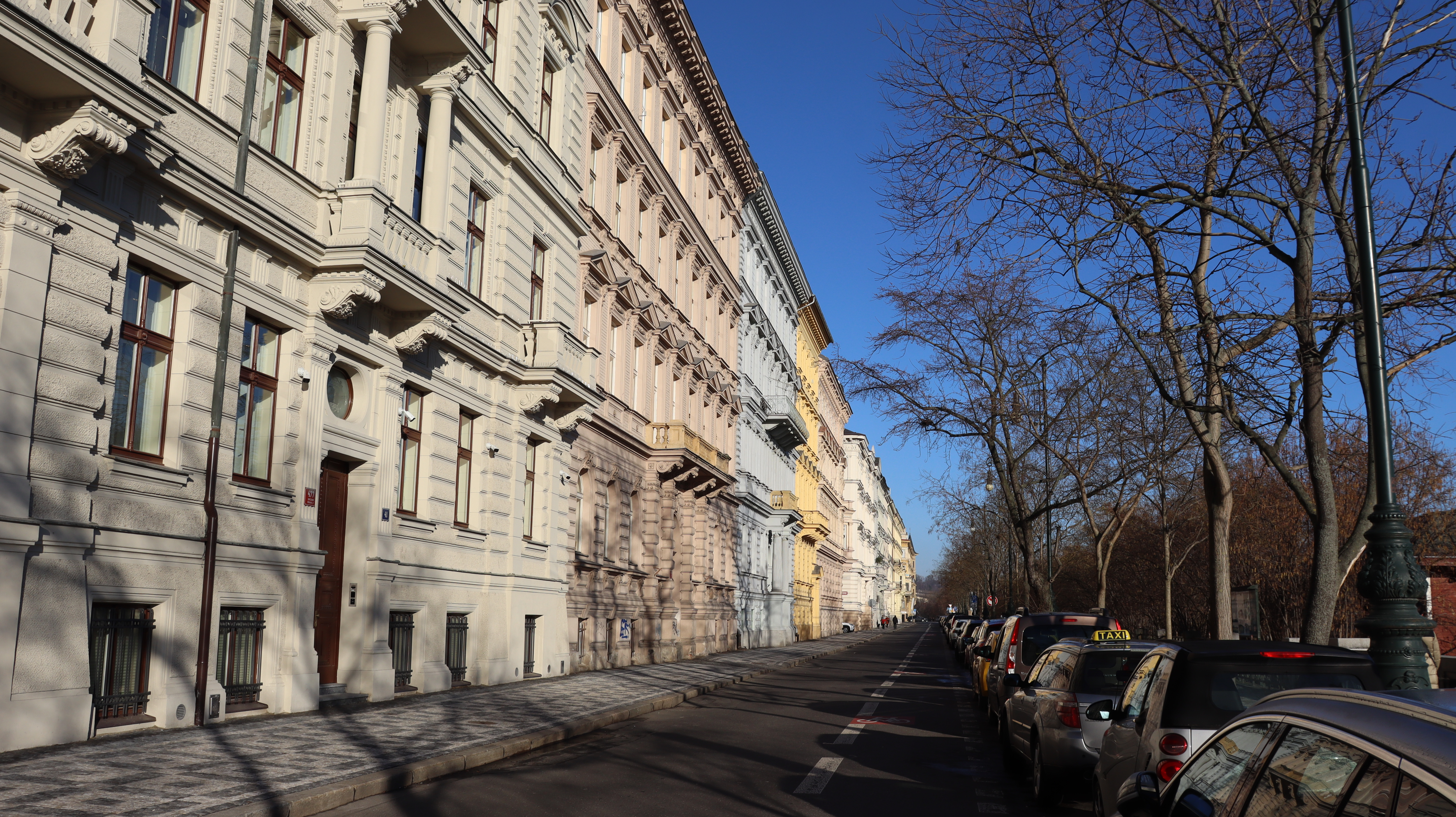
Janáčkovo nábřeží se silnicí směrem k mostu Legií
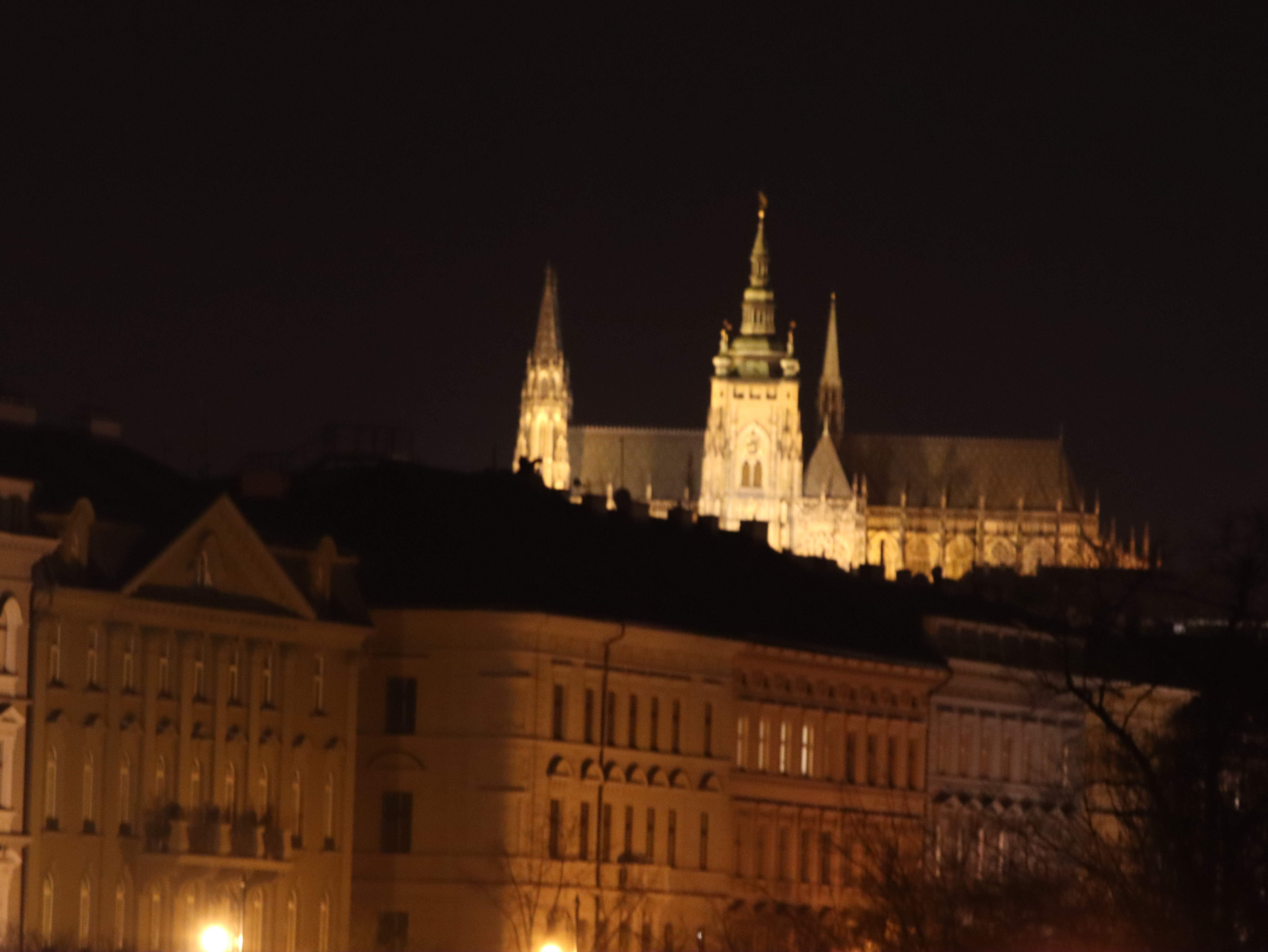
Noční pohled na Janáčkovo nábřeží s katedrálou v pozadí
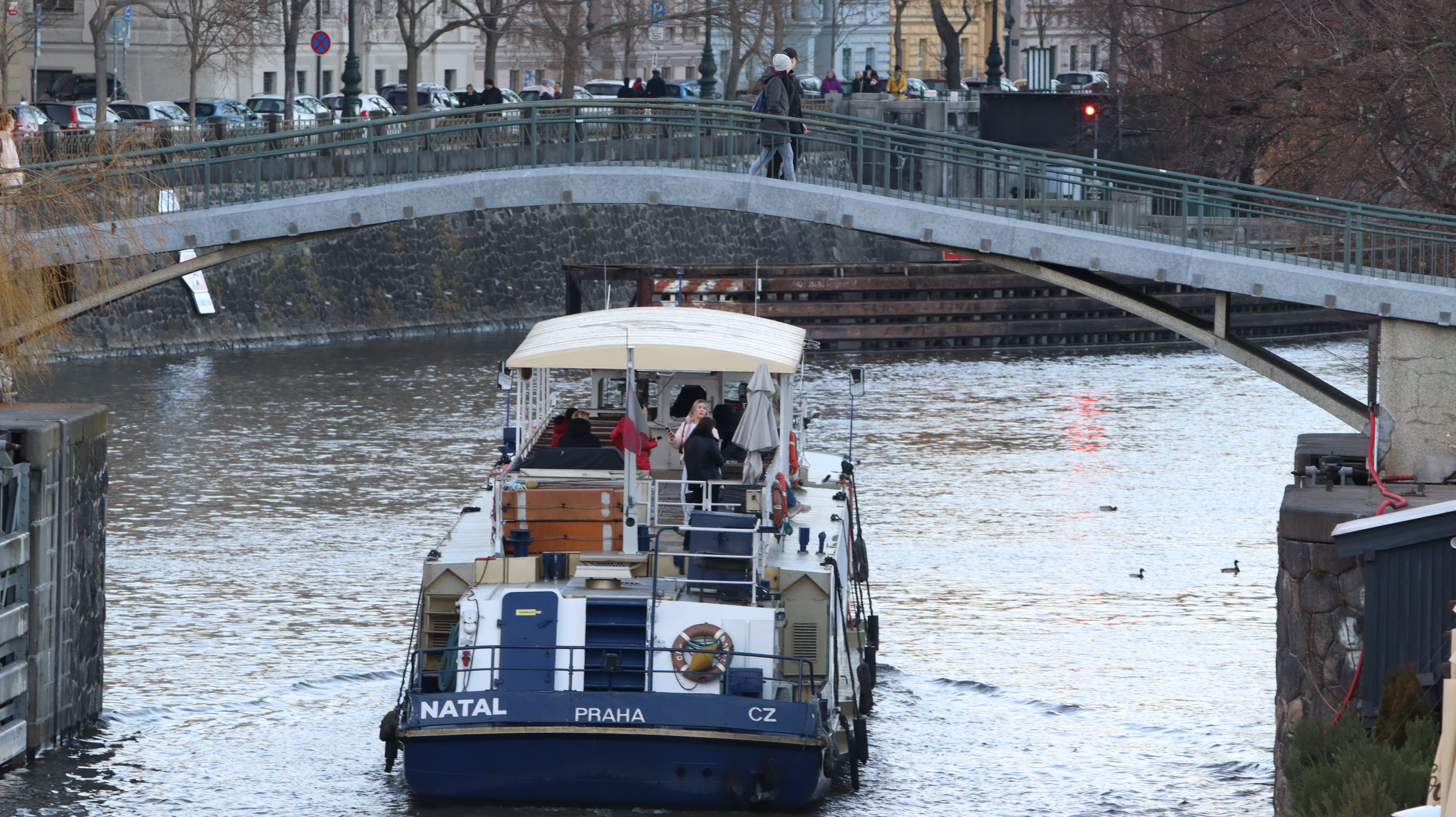
Janáčkovo nábřeží s můstkem a lodí na Dětský ostrov
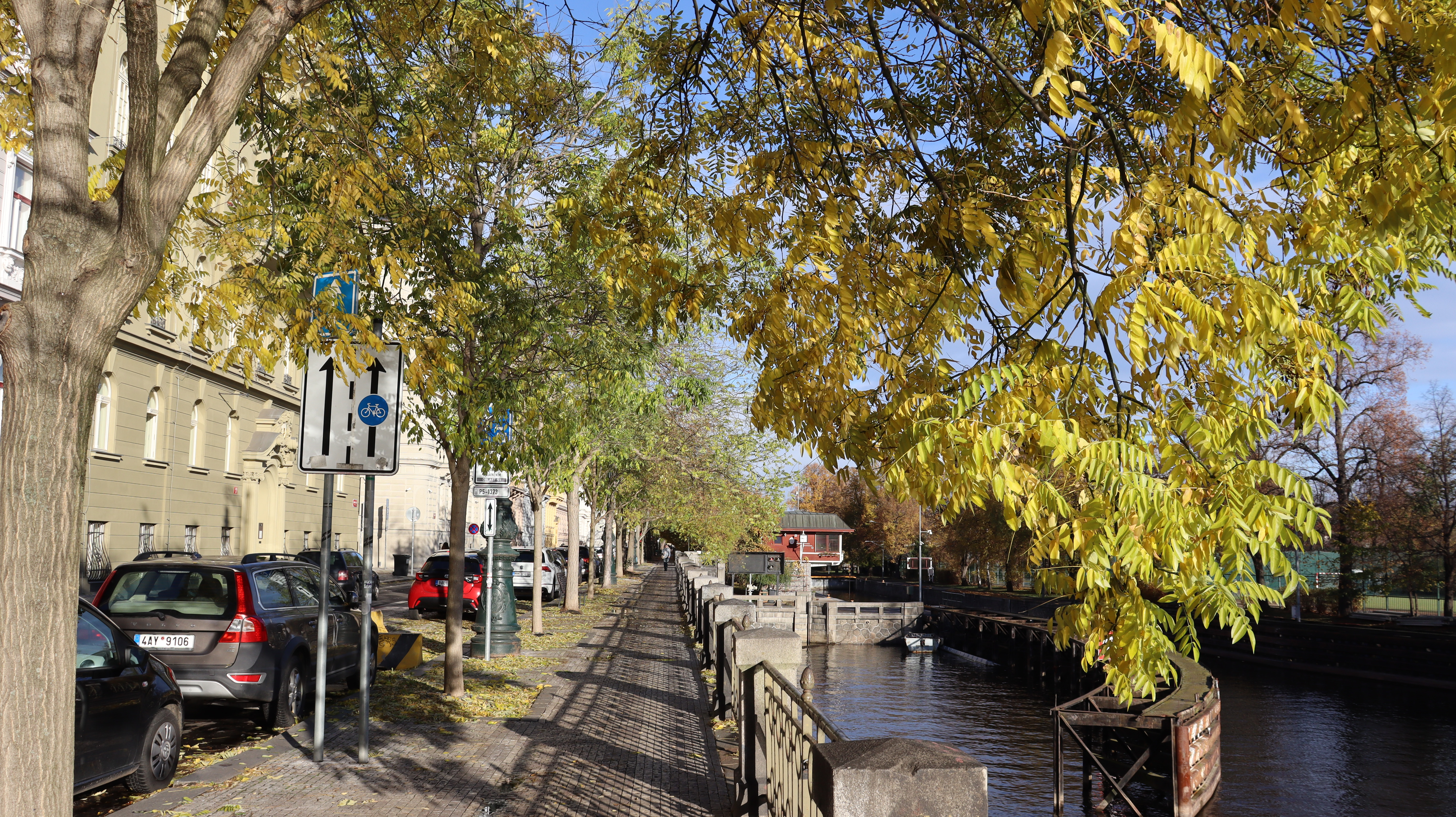
Chodník u zdymadla na Janáčkově nábřeží